# ATP Challenger Tour 2017
El ATP Challenger Tour es el circuito profesional de tenis secundario organizado por la ATP. En 2017 el calendario de la ATP Challenger Tour comprende aproximadamente 155 torneos, con premios que van desde U$ 50.000 hasta U$ 150.000.  Se trata de la 41 ª edición del ciclo de torneos challenger, y el noveno en el marco del nombre de Challenger tour.

## Distribución de puntos
Los puntos se otorgan de la siguiente manera:
| Categoría del torneo                                                  | Individual | Individual | Individual | Individual | Individual | Individual | Individual | Individual | Individual | Individual | Dobles | Dobles | Dobles | Dobles | Dobles |
| --------------------------------------------------------------------- | ---------- | ---------- | ---------- | ---------- | ---------- | ---------- | ---------- | ---------- | ---------- | ---------- | ------ | ------ | ------ | ------ | ------ |
| Categoría del torneo                                                  | G          | F          | SF         | CF         | R16        | R32        | Q          | Q3         | Q2         | Q1         | G      | F      | SF     | CF     | R16    |
| Challenger $ 150,000+H Challenger € 127,000+H                         | 125        | 75         | 45         | 25         | 10         | 0          | +5         | 0          | 0          | 0          | 125    | 75     | 45     | 25     | 0      |
| Challenger $ 150,000 o $ 125,000+H Challenger € 127,000 o € 106,000+H | 110        | 65         | 40         | 20         | 9          | 0          | +5         | 0          | 0          | 0          | 110    | 65     | 40     | 20     | 0      |
| Challenger $ 125,000 o $ 100,000+H Challenger € 106,000 o € 85,000+H  | 100        | 60         | 35         | 18         | 8          | 0          | +5         | 0          | 0          | 0          | 100    | 60     | 35     | 18     | 0      |
| Challenger $ 100,000 o $ 75,000+H Challenger € 85,000 o € 64,000+H    | 90         | 55         | 33         | 17         | 8          | 0          | +5         | 0          | 0          | 0          | 90     | 55     | 33     | 17     | 0      |
| Challenger $ 75,000 o $ 50,000+H Challenger € 64,000 o € 43,000+H     | 80         | 48         | 29         | 15         | 7          | 0          | +3         | 0          | 0          | 0          | 80     | 48     | 29     | 15     | 0      |

## Programa de torneos
A continuación lista de torneos:

### Enero
| Semana de   | Torneo | Campeones                                           | Finalista                                 | Semifinal                         | Cuarto de final                                                      |
| ----------- | --- | --------------------------------------------------- | ----------------------------------------- | --------------------------------- | -------------------------------------------------------------------- |
| 2 de enero  | BNP Paribas de Nouvelle-Calédonie Numea, Nueva Caledonia $75,000+H – Dura – 32S/32Q/16D Cuadro de individuales – Cuadro de dobles     | Adrian Mannarino 6–3, 7–5                           | Nikola Milojević                          | Alejandro Falla Roberto Carballés | Kenny de Schepper Tristan Lamasine Mathias Bourgue Adrián Menéndez   |
| 2 de enero  | BNP Paribas de Nouvelle-Calédonie Numea, Nueva Caledonia $75,000+H – Dura – 32S/32Q/16D Cuadro de individuales – Cuadro de dobles     | Quentin Halys Tristan Lamasine 7–6(11–9), 6–1       | Adrián Menéndez Stefano Napolitano        | Alejandro Falla Roberto Carballés | Kenny de Schepper Tristan Lamasine Mathias Bourgue Adrián Menéndez   |
| 2 de enero  | City of Onkaparinga ATP Challenger Happy Valley, Australia $75,000 – Dura – 32S/32Q/16D Cuadro de individuales – Cuadro de dobles     | Peter Gojowczyk 6–3, 6–1                            | Omar Jasika                               | Denis Kudla Joris De Loore        | Ruben Bemelmans Darian King Peter Polansky Márton Fucsovics          |
| 2 de enero  | City of Onkaparinga ATP Challenger Happy Valley, Australia $75,000 – Dura – 32S/32Q/16D Cuadro de individuales – Cuadro de dobles     | Hans Podlipnik Max Schnur 7–6(7–5), 4–6, [10–6]     | Steven De Waard Marc Polmans              | Denis Kudla Joris De Loore        | Ruben Bemelmans Darian King Peter Polansky Márton Fucsovics          |
| 2 de enero  | Bangkok Challenger Bangkok, Tailandia $50,000+H – Dura – 32S/32Q/16D Cuadro de individuales – Cuadro de dobles                        | Janko Tipsarević 6–3, 7–6(7–1)                      | Blaž Kavčič                               | Yūichi Sugita Maximilian Marterer | Jeremy Jahn Yannick Mertens Marius Copil Christian Garin             |
| 2 de enero  | Bangkok Challenger Bangkok, Tailandia $50,000+H – Dura – 32S/32Q/16D Cuadro de individuales – Cuadro de dobles                        | Grégoire Barrère Jonathan Eysseric 6–3, 6–2         | Yūichi Sugita Wu Di                       | Yūichi Sugita Maximilian Marterer | Jeremy Jahn Yannick Mertens Marius Copil Christian Garin             |
| 9 de enero  | Canberra Challenger Canberra, Australia $75,000 – Dura – 32S/32Q/16D Cuadro de individuales – Cuadro de dobles                        | Dudi Sela 3–6, 6–4, 6–3                             | Jan-Lennard Struff                        | Steve Darcis Alejandro Falla      | Konstantin Kravchuk Denis Shapovalov Carlos Berlocq Sam Groth        |
| 9 de enero  | Canberra Challenger Canberra, Australia $75,000 – Dura – 32S/32Q/16D Cuadro de individuales – Cuadro de dobles                        | Andre Begemann Jan-Lennard Struff 6–3, 6–4          | Carlos Berlocq Andrés Molteni             | Steve Darcis Alejandro Falla      | Konstantin Kravchuk Denis Shapovalov Carlos Berlocq Sam Groth        |
| 9 de enero  | Bangkok Challenger II Bangkok, Tailandia $50,000+H – Dura – 32S/32Q/16D Cuadro de individuales – Cuadro de dobles                     | Janko Tipsarević 6–2, 6–3                           | Li Zhe                                    | Daniel Altmaier Christian Garin   | Axel Michon Shuichi Sekiguchi Yannick Maden Jürgen Zopp              |
| 9 de enero  | Bangkok Challenger II Bangkok, Tailandia $50,000+H – Dura – 32S/32Q/16D Cuadro de individuales – Cuadro de dobles                     | Sanchai Ratiwatana Sonchat Ratiwatana 7–6(7–4), 7–5 | Sadio Doumbia Fabien Reboul               | Daniel Altmaier Christian Garin   | Axel Michon Shuichi Sekiguchi Yannick Maden Jürgen Zopp              |
| 16 de enero | Koblenz Open Coblenza, Alemania €43,000+H – Dura (i) – 32S/32Q/16D Cuadro de individuales – Cuadro de dobles                          | Ruben Bemelmans 6–4, 3–6, 7–6(7–0)                  | Nils Langer                               | Jeremy Jahn Daniel Masur          | Filip Krajinović Kenny de Schepper Daniel Brands Cedrik-Marcel Stebe |
| 16 de enero | Koblenz Open Coblenza, Alemania €43,000+H – Dura (i) – 32S/32Q/16D Cuadro de individuales – Cuadro de dobles                          | Hans Podlipnik Andrei Vasilevski 7–5, 3–6, [16–14]  | Roman Jebavý Lukáš Rosol                  | Jeremy Jahn Daniel Masur          | Filip Krajinović Kenny de Schepper Daniel Brands Cedrik-Marcel Stebe |
| 23 de enero | Open de Rennes Rennes, Francia €85,000+H – Dura (i) – 32S/32Q/16D Cuadro de individuales – Cuadro de dobles                           | Uladzimir Ignatik 6–7(6–8), 6–3, 7–6(7–5)           | Andréi Rubliov                            | Blaž Kavčič Mathias Bourgue       | Lee Duck-hee Vincent Millot Teimuraz Gabashvili Paul-Henri Mathieu   |
| 23 de enero | Open de Rennes Rennes, Francia €85,000+H – Dura (i) – 32S/32Q/16D Cuadro de individuales – Cuadro de dobles                           | Yevgueni Donskoi Mikhail Elgin 6–4, 3–6, [11–9]     | Julian Knowle Jonathan Marray             | Blaž Kavčič Mathias Bourgue       | Lee Duck-hee Vincent Millot Teimuraz Gabashvili Paul-Henri Mathieu   |
| 23 de enero | Tennis Championships of Maui Maui, Estados Unidos $75,000 – Dura – 32S/32Q/16D Cuadro de individuales – Cuadro de dobles              | Chung Hyeon 7–6(7–3), 6–1                           | Taro Daniel                               | Cameron Norrie Henri Laaksonen    | Alexander Sarkissian Mitchell Krueger Tennys Sandgren Michael Mmoh   |
| 23 de enero | Tennis Championships of Maui Maui, Estados Unidos $75,000 – Dura – 32S/32Q/16D Cuadro de individuales – Cuadro de dobles              | Austin Krajicek Jackson Withrow 6–4, 6–3            | Bradley Klahn Tennys Sandgren             | Cameron Norrie Henri Laaksonen    | Alexander Sarkissian Mitchell Krueger Tennys Sandgren Michael Mmoh   |
| 30 de enero | RBC Tennis Championships of Dallas Dallas, Estados Unidos $125,000 – Dura (i) – 32S/32Q/16D Cuadro de individuales – Cuadro de dobles | Ryan Harrison 6–3, 6–3                              | Taylor Fritz                              | Tatsuma Ito Denis Kudla           | Marco Trungelliti Elias Ymer Frances Tiafoe Rajeev Ram               |
| 30 de enero | RBC Tennis Championships of Dallas Dallas, Estados Unidos $125,000 – Dura (i) – 32S/32Q/16D Cuadro de individuales – Cuadro de dobles | David O'Hare Joe Salisbury 6–7(6–8), 6–3, [11–9]    | Jeevan Nedunchezhiyan Christopher Rungkat | Tatsuma Ito Denis Kudla           | Marco Trungelliti Elias Ymer Frances Tiafoe Rajeev Ram               |
| 30 de enero | Burnie International Burnie, Australia $75,000 – Dura – 32S/32Q/16D Cuadro de individuales – Cuadro de dobles                         | Omar Jasika 6–2, 6–2                                | Blake Mott                                | Akira Santillan Dmitry Popko      | Alex Bolt Maverick Banes Matthew Ebden Christopher O'Connell         |
| 30 de enero | Burnie International Burnie, Australia $75,000 – Dura – 32S/32Q/16D Cuadro de individuales – Cuadro de dobles                         | Brydan Klein Dane Propoggia 6–3, 6–4                | Steven De Waard Luke Saville              | Akira Santillan Dmitry Popko      | Alex Bolt Maverick Banes Matthew Ebden Christopher O'Connell         |
| 30 de enero | Open BNP Paribas Banque de Bretagne Quimper, Francia €43,000+H – Dura (i) – 32S/32Q/16D Cuadro de individuales – Cuadro de dobles     | Adrian Mannarino 6–4, 6–4                           | Peter Gojowczyk                           | Quentin Halys Andréi Rubliov      | Gleb Sakharov Aslan Karatsev Sergiy Stakhovsky Tristan Lamasine      |
| 30 de enero | Open BNP Paribas Banque de Bretagne Quimper, Francia €43,000+H – Dura (i) – 32S/32Q/16D Cuadro de individuales – Cuadro de dobles     | Mikhail Elgin Igor Zelenay 2–6, 7–5, [10–5]         | Ken Skupski Neal Skupski                  | Quentin Halys Andréi Rubliov      | Gleb Sakharov Aslan Karatsev Sergiy Stakhovsky Tristan Lamasine      |

### Febrero
| Semana de     | Torneo | Campeones                                                  | Finalista                            | Semifinal                          | Cuarto de final                                                   |
| ------------- | --- | ---------------------------------------------------------- | ------------------------------------ | ---------------------------------- | ----------------------------------------------------------------- |
| 6 de febrero  | Kunal Patel San Francisco Open San Francisco, Estados Unidos $100,000 – Dura (i) – 32S/32Q/16D Cuadro de individuales – Cuadro de dobles | Zhang Ze 7–5, 3–6, 6–2                                     | Vasek Pospisil                       | Michael Mmoh Henri Laaksonen       | Frances Tiafoe Denis Kudla Eric Quigley Tatsuma Ito               |
| 6 de febrero  | Kunal Patel San Francisco Open San Francisco, Estados Unidos $100,000 – Dura (i) – 32S/32Q/16D Cuadro de individuales – Cuadro de dobles | Matt Reid John-Patrick Smith 6–7(4–7), 7–5, [10–7]         | Gong Maoxin Zhang Ze                 | Michael Mmoh Henri Laaksonen       | Frances Tiafoe Denis Kudla Eric Quigley Tatsuma Ito               |
| 6 de febrero  | Launceston International Launceston, Australia $75,000 – Dura – 32S/32Q/16D Cuadro de individuales – Cuadro de dobles                    | Noah Rubin 6–0, 6–1                                        | Mitchell Krueger                     | Mohamed Safwat Daniel Nguyen       | Alex Bolt Yang Tsung-hua Andrew Whittington Riccardo Bellotti     |
| 6 de febrero  | Launceston International Launceston, Australia $75,000 – Dura – 32S/32Q/16D Cuadro de individuales – Cuadro de dobles                    | Bradley Mousley Luke Saville 6–2, 6–1                      | Alex Bolt Andrew Whittington         | Mohamed Safwat Daniel Nguyen       | Alex Bolt Yang Tsung-hua Andrew Whittington Riccardo Bellotti     |
| 6 de febrero  | WHB Hungarian Open Budapest, Hungría €64,000 – Dura (i) – 32S/32Q/16D Cuadro de individuales – Cuadro de dobles                          | Jürgen Melzer 7–6(8–6), 6–2                                | Márton Fucsovics                     | Casper Ruud Edward Corrie          | Alexey Vatutin Luca Vanni Marius Copil Yannick Maden              |
| 6 de febrero  | WHB Hungarian Open Budapest, Hungría €64,000 – Dura (i) – 32S/32Q/16D Cuadro de individuales – Cuadro de dobles                          | Dino Marcan Tristan-Samuel Weissborn 6–3, 3–6, [16–14]     | Blaž Kavčič Franko Škugor            | Casper Ruud Edward Corrie          | Alexey Vatutin Luca Vanni Marius Copil Yannick Maden              |
| 13 de febrero | Challenger La Manche Cherbourg, Francia €43,000+H – Dura (i) – 32S/32Q/16D Cuadro de individuales – Cuadro de dobles                     | Mathias Bourgue 6–3, 7–6(7–3)                              | Maximilian Marterer                  | Kenny de Schepper Julien Benneteau | Corentin Moutet Norbert Gombos Peter Gojowczyk Maxime Janvier     |
| 13 de febrero | Challenger La Manche Cherbourg, Francia €43,000+H – Dura (i) – 32S/32Q/16D Cuadro de individuales – Cuadro de dobles                     | Roman Jebavý Igor Zelenay 7–6(7–4), 6–7(4–7), [10–6]       | Dino Marcan Tristan-Samuel Weissborn | Kenny de Schepper Julien Benneteau | Corentin Moutet Norbert Gombos Peter Gojowczyk Maxime Janvier     |
| 13 de febrero | Tempe Challenger Tempe, Estados Unidos $75,000 – Dura – 32S/32Q/16D Cuadro de individuales – Cuadro de dobles                            | Tennys Sandgren 4–6, 6–0, 6–3                              | Nikola Milojević                     | Dennis Novikov Teimuraz Gabashvili | Ernesto Escobedo Marco Trungelliti José Hernández Stefan Kozlov   |
| 13 de febrero | Tempe Challenger Tempe, Estados Unidos $75,000 – Dura – 32S/32Q/16D Cuadro de individuales – Cuadro de dobles                            | Walter Trusendi Matteo Viola 5–7, 6–2, [12–10]             | Marcelo Arévalo José Hernández       | Dennis Novikov Teimuraz Gabashvili | Ernesto Escobedo Marco Trungelliti José Hernández Stefan Kozlov   |
| 20 de febrero | Morelos Open Cuernavaca, México $50,000+H – Dura – 32S/32Q/16D Cuadro de individuales – Cuadro de dobles                                 | Alexander Bublik 7–6(7–5), 6–4                             | Nicolás Jarry                        | Austin Krajicek Eduardo Struvay    | Manuel Sánchez Iván Endara Alejandro Gómez Emilio Gómez           |
| 20 de febrero | Morelos Open Cuernavaca, México $50,000+H – Dura – 32S/32Q/16D Cuadro de individuales – Cuadro de dobles                                 | Austin Krajicek Jackson Withrow 6–7(4–7), 7–6(7–5), [11–9] | Kevin King Dean O'Brien              | Austin Krajicek Eduardo Struvay    | Manuel Sánchez Iván Endara Alejandro Gómez Emilio Gómez           |
| 20 de febrero | Trofeo Faip–Perrel Bergamo, Italia €64,000+H – Dura (i) – 32S/32Q/16D Cuadro de individuales – Cuadro de dobles                          | Jerzy Janowicz 6–4, 6–4                                    | Quentin Halys                        | Andrey Golubev Filip Krajinović    | Yannick Hanfmann Matteo Berrettini Rémi Boutillier Egor Gerasimov |
| 20 de febrero | Trofeo Faip–Perrel Bergamo, Italia €64,000+H – Dura (i) – 32S/32Q/16D Cuadro de individuales – Cuadro de dobles                          | Julian Knowle Adil Shamasdin 6–3, 6–3                      | Dino Marcan Tristan-Samuel Weissborn | Andrey Golubev Filip Krajinović    | Yannick Hanfmann Matteo Berrettini Rémi Boutillier Egor Gerasimov |
| 20 de febrero | Shimadzu All Japan Indoor Tennis Championships Kioto, Japón $50,000+H – Dura (i) – 32S/32Q/16D Cuadro de individuales – Cuadro de dobles | Yasutaka Uchiyama 6–3, 6–4                                 | Blaz Kavcic                          | Lloyd Harris Grega Žemlja          | Yūichi Sugita Yosuke Watanuki Evgeny Karlovskiy Chen Ti           |
| 20 de febrero | Shimadzu All Japan Indoor Tennis Championships Kioto, Japón $50,000+H – Dura (i) – 32S/32Q/16D Cuadro de individuales – Cuadro de dobles | Sanchai Ratiwatana Sonchat Ratiwatana 4–6, 6–4, [10–7]     | Ruben Bemelmans Joris De Loore       | Lloyd Harris Grega Žemlja          | Yūichi Sugita Yosuke Watanuki Evgeny Karlovskiy Chen Ti           |
| 27 de febrero | Wrocław Open Breslavia, Polonia €85,000+H – Dura (i) – 32S/32Q/16D Cuadro de individuales – Cuadro de dobles                             | Jürgen Melzer 6–4, 6–3                                     | Michał Przysiężny                    | Paul-Henri Mathieu Quentin Halys   | Jonathan Eysseric Kenny de Schepper Petr Michnev Mirza Bašić      |
| 27 de febrero | Wrocław Open Breslavia, Polonia €85,000+H – Dura (i) – 32S/32Q/16D Cuadro de individuales – Cuadro de dobles                             | Adil Shamasdin Andrei Vasilevski 6–3, 3–6, [21–19]         | Mikhail Elgin Denys Molchanov        | Paul-Henri Mathieu Quentin Halys   | Jonathan Eysseric Kenny de Schepper Petr Michnev Mirza Bašić      |
| 27 de febrero | Keio Challenger Yokohama, Japón $50,000+H – Dura – 32S/32Q/16D Cuadro de individuales – Cuadro de dobles                                 | Yūichi Sugita 6–4, 2–6, 7–6(7–2)                           | Kwon Soon-woo                        | Blake Mott Tatsuma Ito             | Zhang Ze Brydan Klein Kaito Uesugi Andrew Whittington             |
| 27 de febrero | Keio Challenger Yokohama, Japón $50,000+H – Dura – 32S/32Q/16D Cuadro de individuales – Cuadro de dobles                                 | Marin Draganja Tomislav Draganja 4–6, 6–3, [10–4]          | Joris De Loore Luke Saville          | Blake Mott Tatsuma Ito             | Zhang Ze Brydan Klein Kaito Uesugi Andrew Whittington             |

### Marzo
| Semana de   | Torneo | Campeones                                                   | Finalista                            | Semifinal                                | Cuarto de final                                                     |
| ----------- | --- | ----------------------------------------------------------- | ------------------------------------ | ---------------------------------------- | ------------------------------------------------------------------- |
| 6 de marzo  | Challenger ATP Cachantún Cup Santiago, Chile $50,000+H – Tierra batida – 32S/32Q/16D Cuadro de individuales – Cuadro de dobles                | Rogério Dutra Silva 7–5, 6–3                                | Nicolás Jarry                        | Simone Bolelli Guilherme Clezar          | Christian Lindell Taro Daniel João Souza Guido Andreozzi            |
| 6 de marzo  | Challenger ATP Cachantún Cup Santiago, Chile $50,000+H – Tierra batida – 32S/32Q/16D Cuadro de individuales – Cuadro de dobles                | Tomás Barrios Nicolás Jarry 6–4, 6–3                        | Máximo González Andrés Molteni       | Simone Bolelli Guilherme Clezar          | Christian Lindell Taro Daniel João Souza Guido Andreozzi            |
| 6 de marzo  | Zhuhai Open Zhuhai, China $50,000+H – Dura – 32S/32Q/16D Cuadro de individuales – Cuadro de dobles                                            | Yevgueni Donskoi 6–3, 6–4                                   | Thomas Fabbiano                      | Yuki Bhambri Uladzimir Ignatik           | Joris De Loore Agustín Velotti Luca Vanni Zhang Ze                  |
| 6 de marzo  | Zhuhai Open Zhuhai, China $50,000+H – Dura – 32S/32Q/16D Cuadro de individuales – Cuadro de dobles                                            | Gong Maoxin Zhang Ze 6–3, 7–6(7–4)                          | Ruan Roelofse Yi Chu-huan            | Yuki Bhambri Uladzimir Ignatik           | Joris De Loore Agustín Velotti Luca Vanni Zhang Ze                  |
| 13 de marzo | Irving Tennis Classic Irving, Estados Unidos $150,000+H – Dura – 32S/32Q/16D Cuadro de individuales – Cuadro de dobles                        | Aljaž Bedene 6–4, 3–6, 6–1                                  | Mikhail Kukushkin                    | Dustin Brown Andréi Rubliov              | Tim Smyczek Karen Jachanov Jérémy Chardy Jared Donaldson            |
| 13 de marzo | Irving Tennis Classic Irving, Estados Unidos $150,000+H – Dura – 32S/32Q/16D Cuadro de individuales – Cuadro de dobles                        | Marcus Daniell Marcelo Demoliner 6–3, 6–4                   | Oliver Marach Fabrice Martin         | Dustin Brown Andréi Rubliov              | Tim Smyczek Karen Jachanov Jérémy Chardy Jared Donaldson            |
| 13 de marzo | Challenger Banque Nationale de Drummondville Drummondville, Canadá $75,000 – Dura (i) – 32S/32Q/16D Cuadro de individuales – Cuadro de dobles | Denis Shapovalov 6–3, 6–2                                   | Ruben Bemelmans                      | John-Patrick Smith Félix Auger-Aliassime | Tim Pütz Gleb Sakharov Blaž Rola Álex de Miñaur                     |
| 13 de marzo | Challenger Banque Nationale de Drummondville Drummondville, Canadá $75,000 – Dura (i) – 32S/32Q/16D Cuadro de individuales – Cuadro de dobles | Sam Groth Adil Shamasdin 6–3, 2–6, [10–8]                   | Matt Reid John-Patrick Smith         | John-Patrick Smith Félix Auger-Aliassime | Tim Pütz Gleb Sakharov Blaž Rola Álex de Miñaur                     |
| 13 de marzo | Pingshan Open Shenzhen, China $75,000+H – Dura – 32S/32Q/16D Cuadro de individuales – Cuadro de dobles                                        | Yūichi Sugita 7–6(8–6), 6–4                                 | Blaž Kavčič                          | Luca Vanni Yuki Bhambri                  | Yevgueni Donskoi Lee Duck-hee Maximilian Marterer Thomas Fabbiano   |
| 13 de marzo | Pingshan Open Shenzhen, China $75,000+H – Dura – 32S/32Q/16D Cuadro de individuales – Cuadro de dobles                                        | Sanchai Ratiwatana Sonchat Ratiwatana 6–2, 6–7(5–7), [10–6] | Hsieh Cheng-peng Christopher Rungkat | Luca Vanni Yuki Bhambri                  | Yevgueni Donskoi Lee Duck-hee Maximilian Marterer Thomas Fabbiano   |
| 13 de marzo | Copa Ciudad de Tigre Buenos Aires, Argentina $50,000+H – Dura – 32S/32Q/16D Cuadro de individuales – Cuadro de dobles                         | Taro Daniel 5–7, 6–3, 6–4                                   | Leonardo Mayer                       | Tristan Lamasine Rubén Ramírez Hidalgo   | Carlos Berlocq Tomás Lipovsek Puches João Souza Rogério Dutra Silva |
| 13 de marzo | Copa Ciudad de Tigre Buenos Aires, Argentina $50,000+H – Dura – 32S/32Q/16D Cuadro de individuales – Cuadro de dobles                         | Máximo González Andrés Molteni 6–1, 6–7(6–8), [10–5]        | Guido Andreozzi Guillermo Durán      | Tristan Lamasine Rubén Ramírez Hidalgo   | Carlos Berlocq Tomás Lipovsek Puches João Souza Rogério Dutra Silva |
| 20 de marzo | Jalisco Open Guadalajara, México $50,000+H – Dura – 32S/32Q/16D Cuadro de individuales – Cuadro de dobles                                     | Mirza Bašić 6–4, 6–4                                        | Denis Shapovalov                     | Jason Jung Jerzy Janowicz                | Víctor Estrella Mitchell Krueger Tennys Sandgren Lloyd Glasspool    |
| 20 de marzo | Jalisco Open Guadalajara, México $50,000+H – Dura – 32S/32Q/16D Cuadro de individuales – Cuadro de dobles                                     | Santiago González Artem Sitak 6–3, 1–6, [10–5]              | Luke Saville John-Patrick Smith      | Jason Jung Jerzy Janowicz                | Víctor Estrella Mitchell Krueger Tennys Sandgren Lloyd Glasspool    |
| 20 de marzo | International Challenger Quanzhou Guangzhou, China $50,000+H – Dura – 32S/32Q/16D Cuadro de individuales – Cuadro de dobles                   | Thomas Fabbiano 7–6(7–5), 7–6(9–7)                          | Matteo Berrettini                    | Ilia Ivashka Maximilian Marterer         | Uladzimir Ignatik Steven Diez Yuki Bhambri Lee Duck-hee             |
| 20 de marzo | International Challenger Quanzhou Guangzhou, China $50,000+H – Dura – 32S/32Q/16D Cuadro de individuales – Cuadro de dobles                   | Hsieh Cheng-peng Peng Hsien-yin 3–6, 6–4, [10–7]            | Andre Begemann Aliaksandr Bury       | Ilia Ivashka Maximilian Marterer         | Uladzimir Ignatik Steven Diez Yuki Bhambri Lee Duck-hee             |
| 27 de marzo | Torneo Internacional Challenger León León, México $75,000+H – Dura – 32S/32Q/16D Cuadro de individuales – Cuadro de dobles                    | Adrián Menéndez 6–4, 3–6, 6–3                               | Roberto Quiroz                       | Rajeev Ram Nicolás Jarry                 | Víctor Estrella Mirza Bašić Vasek Pospisil Teimuraz Gabashvili      |
| 27 de marzo | Torneo Internacional Challenger León León, México $75,000+H – Dura – 32S/32Q/16D Cuadro de individuales – Cuadro de dobles                    | Leander Paes Adil Shamasdin 6–1, 6–4                        | Luca Margaroli Caio Zampieri         | Rajeev Ram Nicolás Jarry                 | Víctor Estrella Mirza Bašić Vasek Pospisil Teimuraz Gabashvili      |
| 27 de marzo | Open Harmonie mutuelle Saint-Brieuc, Francia €43,000+H – Dura (i) – 32S/32Q/16D Cuadro de individuales – Cuadro de dobles                     | Egor Gerasimov 7–6(7–3), 7–6(7–5)                           | Tobias Kamke                         | Corentin Moutet Gleb Sakharov            | Marco Chiudinelli James McGee Lukáš Lacko Sergiy Stakhovsky         |
| 27 de marzo | Open Harmonie mutuelle Saint-Brieuc, Francia €43,000+H – Dura (i) – 32S/32Q/16D Cuadro de individuales – Cuadro de dobles                     | Andre Begemann Frederik Nielsen 6–3, 6–4                    | David O'Hare Joe Salisbury           | Corentin Moutet Gleb Sakharov            | Marco Chiudinelli James McGee Lukáš Lacko Sergiy Stakhovsky         |

### Abril
| Semana de   | Torneo | Campeones                                                | Finalista                                  | Semifinal                          | Cuarto de final                                                            |
| ----------- | --- | -------------------------------------------------------- | ------------------------------------------ | ---------------------------------- | -------------------------------------------------------------------------- |
| 3 de abril  | Visit Panamá Cup Ciudad de Panamá, Panamá $50,000+H – Tierra batida – 32S/32Q/16D Cuadro de individuales – Cuadro de dobles                      | Rogério Dutra Silva 6–2, 6–4                             | Peđa Krstin                                | Henri Laaksonen Víctor Estrella    | Horacio Zeballos Federico Coria Bjorn Fratangelo Blaž Rola                 |
| 3 de abril  | Visit Panamá Cup Ciudad de Panamá, Panamá $50,000+H – Tierra batida – 32S/32Q/16D Cuadro de individuales – Cuadro de dobles                      | Sergio Galdós Caio Zampieri 1–6, 7–6(7–5), [10–7]        | Kevin Krawietz Adrián Menéndez             | Henri Laaksonen Víctor Estrella    | Horacio Zeballos Federico Coria Bjorn Fratangelo Blaž Rola                 |
| 3 de abril  | Verrazzano Open Sophia Antípolis, Francia €64,000+H – Tierra batida – 32S/32Q/16D Cuadro de individuales – Cuadro de dobles                      | Aljaž Bedene 6–2, 6–2                                    | Benoît Paire                               | Jozef Kovalík Marco Cecchinato     | Márton Fucsovics Guillermo García-López Mathias Bourgue Arthur De Greef    |
| 3 de abril  | Verrazzano Open Sophia Antípolis, Francia €64,000+H – Tierra batida – 32S/32Q/16D Cuadro de individuales – Cuadro de dobles                      | Tristan Lamasine Franko Škugor 6–2, 6–2                  | Uladzimir Ignatik Jozef Kovalík            | Jozef Kovalík Marco Cecchinato     | Márton Fucsovics Guillermo García-López Mathias Bourgue Arthur De Greef    |
| 10 de abril | Open Citta' Della Disfida Barletta, Italia €43,000+H – Tierra batida – 32S/32Q/16D Cuadro de individuales – Cuadro de dobles                     | Aljaž Bedene 7–6(7–4), 6–3                               | Gastão Elias                               | Lorenzo Giustino Lukáš Rosol       | Kimmer Coppejans Maximilian Marterer Alessandro Giannessi Marco Cecchinato |
| 10 de abril | Open Citta' Della Disfida Barletta, Italia €43,000+H – Tierra batida – 32S/32Q/16D Cuadro de individuales – Cuadro de dobles                     | Marco Cecchinato Matteo Donati 6–3, 6–4                  | Marin Draganja Tomislav Draganja           | Lorenzo Giustino Lukáš Rosol       | Kimmer Coppejans Maximilian Marterer Alessandro Giannessi Marco Cecchinato |
| 10 de abril | San Luis Open Challenger Tour San Luis Potosí, México $50,000+H – Tierra batida – 32S/32Q/16D Cuadro de individuales – Cuadro de dobles          | Andrej Martin 7–5, 6–4                                   | Adrián Menéndez-Maceiras                   | Andrea Arnaboldi Miomir Kecmanović | Facundo Bagnis Roberto Quiroz Marcelo Arévalo Gerald Melzer                |
| 10 de abril | San Luis Open Challenger Tour San Luis Potosí, México $50,000+H – Tierra batida – 32S/32Q/16D Cuadro de individuales – Cuadro de dobles          | Roberto Quiroz Caio Zampieri 6–4, 6–2                    | Hans Hach Verdugo Adrián Menéndez-Maceiras | Andrea Arnaboldi Miomir Kecmanović | Facundo Bagnis Roberto Quiroz Marcelo Arévalo Gerald Melzer                |
| 17 de abril | Santaizi ATP Challenger Taipéi, Taiwán $125,000+H – Carpet (i) – 32S/32Q/16D Cuadro de individuales – Cuadro de dobles                           | Lu Yen-hsun 6–1, 7–6(7–4)                                | Tatsuma Ito                                | Akira Santillan Vasek Pospisil     | Matthew Ebden Konstantin Kravchuk Marco Chiudinelli Go Soeda               |
| 17 de abril | Santaizi ATP Challenger Taipéi, Taiwán $125,000+H – Carpet (i) – 32S/32Q/16D Cuadro de individuales – Cuadro de dobles                           | Marco Chiudinelli Franko Škugor 4–6, 6–2, [10–5]         | Sanchai Ratiwatana Sonchat Ratiwatana      | Akira Santillan Vasek Pospisil     | Matthew Ebden Konstantin Kravchuk Marco Chiudinelli Go Soeda               |
| 17 de abril | ZS-Sports China International Challenger Qingdao, China $125,000 – Tierra batida – 32S/32Q/16D Cuadro de individuales – Cuadro de dobles         | Janko Tipsarević 6–3, 7–6(11–9)                          | Oscar Otte                                 | Quentin Halys Mathias Bourgue      | Jordan Thompson Wu Di Kimmer Coppejans Andrej Martin                       |
| 17 de abril | ZS-Sports China International Challenger Qingdao, China $125,000 – Tierra batida – 32S/32Q/16D Cuadro de individuales – Cuadro de dobles         | Gero Kretschmer Alexander Satschko 2–6, 7–6(8–6), [10–3] | Andreas Mies Oscar Otte                    | Quentin Halys Mathias Bourgue      | Jordan Thompson Wu Di Kimmer Coppejans Andrej Martin                       |
| 17 de abril | Sarasota Open Sarasota, Estados Unidos $100,000 – Tierra batida – 32S/32Q/16D Cuadro de individuales – Cuadro de dobles                          | Frances Tiafoe 6–3, 6–4                                  | Tennys Sandgren                            | Vincent Millot Jürgen Melzer       | Jared Donaldson Denis Kudla Henri Laaksonen Horacio Zeballos               |
| 17 de abril | Sarasota Open Sarasota, Estados Unidos $100,000 – Tierra batida – 32S/32Q/16D Cuadro de individuales – Cuadro de dobles                          | Scott Lipsky Jürgen Melzer 6–2, 6–4                      | Stefan Kozlov Peter Polansky               | Vincent Millot Jürgen Melzer       | Jared Donaldson Denis Kudla Henri Laaksonen Horacio Zeballos               |
| 24 de abril | Kunming Open Anning, China $150,000+H – Tierra batida – 32S/32Q/16D Cuadro de individuales – Cuadro de dobles                                    | Janko Tipsarević 6–7(5–7), 6–3, 6–4                      | Quentin Halys                              | Oscar Otte Juan Pablo Paz          | Jordan Thompson Andrej Martin Wu Di Blaž Kavčič                            |
| 24 de abril | Kunming Open Anning, China $150,000+H – Tierra batida – 32S/32Q/16D Cuadro de individuales – Cuadro de dobles                                    | Dino Marcan Tristan-Samuel Weissborn 5–7, 6–3, [10–7]    | Steven de Waard Blaž Kavčič                | Oscar Otte Juan Pablo Paz          | Jordan Thompson Andrej Martin Wu Di Blaž Kavčič                            |
| 24 de abril | Tallahassee Tennis Challenger Tallahassee, Estados Unidos $75,000 – Tierra batida – 32S/32Q/16D Cuadro de individuales – Cuadro de dobles        | Blaž Rola 6–2, 6–7(6–8), 7–5                             | Ramkumar Ramanathan                        | Andrea Arnaboldi Mitchell Krueger  | Bradley Klahn Guido Andreozzi Stefan Kozlov Dennis Novikov                 |
| 24 de abril | Tallahassee Tennis Challenger Tallahassee, Estados Unidos $75,000 – Tierra batida – 32S/32Q/16D Cuadro de individuales – Cuadro de dobles        | Scott Lipsky Leander Paes 4–6, 7–6(7–5), [10–7]          | Máximo González Leonardo Mayer             | Andrea Arnaboldi Mitchell Krueger  | Bradley Klahn Guido Andreozzi Stefan Kozlov Dennis Novikov                 |
| 24 de abril | Internazionali di Tennis d'Abruzzo Francavilla al Mare, Italia €43,000+H – Tierra batida – 32S/32Q/16D Cuadro de individuales – Cuadro de dobles | Pedro Sousa 6–3, 7–6(7–3)                                | Alessandro Giannessi                       | Marco Cecchinato Stefano Travaglia | Matteo Donati Matteo Berrettini Václav Šafránek Rubén Ramírez Hidalgo      |
| 24 de abril | Internazionali di Tennis d'Abruzzo Francavilla al Mare, Italia €43,000+H – Tierra batida – 32S/32Q/16D Cuadro de individuales – Cuadro de dobles | Julian Knowle Igor Zelenay 2–6, 6–2, [10–7]              | Rameez Junaid Kevin Krawietz               | Marco Cecchinato Stefano Travaglia | Matteo Donati Matteo Berrettini Václav Šafránek Rubén Ramírez Hidalgo      |

### Mayo
| Semana de  | Torneo | Campeones                                          | Finalista                               | Semifinal                            | Cuarto de final                                                             |
| ---------- | --- | -------------------------------------------------- | --------------------------------------- | ------------------------------------ | --------------------------------------------------------------------------- |
| 1 de mayo  | Prosperita Open Ostrava, República Checa €64,000+H – Tierra batida – 32S/32Q/16D Cuadro de individuales – Cuadro de dobles                   | Stefano Travaglia 6–2, 3–6, 6–4                    | Marco Cecchinato                        | Attila Balázs Adam Pavlásek          | Marco Trungelliti Simone Bolelli Roberto Carballés Baena Stefano Napolitano |
| 1 de mayo  | Prosperita Open Ostrava, República Checa €64,000+H – Tierra batida – 32S/32Q/16D Cuadro de individuales – Cuadro de dobles                   | Jeevan Nedunchezhiyan Franko Škugor 6–3, 6–2       | Rameez Junaid Lukáš Rosol               | Attila Balázs Adam Pavlásek          | Marco Trungelliti Simone Bolelli Roberto Carballés Baena Stefano Napolitano |
| 1 de mayo  | Savannah Challenger Savannah, Estados Unidos $75,000 – Tierra batida – 32S/32Q/16D Cuadro de individuales – Cuadro de dobles                 | Tennys Sandgren 6–4, 6–3                           | João Pedro Sorgi                        | James McGee Tommy Paul               | Marcos Giron Stefan Kozlov Dennis Novikov Henri Laaksonen                   |
| 1 de mayo  | Savannah Challenger Savannah, Estados Unidos $75,000 – Tierra batida – 32S/32Q/16D Cuadro de individuales – Cuadro de dobles                 | Peter Polansky Neal Skupski 4–6, 6–3, [10–1]       | Luke Bambridge Mitchell Krueger         | James McGee Tommy Paul               | Marcos Giron Stefan Kozlov Dennis Novikov Henri Laaksonen                   |
| 1 de mayo  | Gimcheon Open ATP Challenger Gimcheon, Corea del Sur $50,000+H – Dura – 32S/32Q/16D Cuadro de individuales – Cuadro de dobles                | Thomas Fabbiano 7–5, 6–1                           | Teimuraz Gabashvili                     | Blaž Kavčič Konstantin Kravchuk      | Marco Chiudinelli Akira Santillan Vasek Pospisil Liam Broady                |
| 1 de mayo  | Gimcheon Open ATP Challenger Gimcheon, Corea del Sur $50,000+H – Dura – 32S/32Q/16D Cuadro de individuales – Cuadro de dobles                | Marco Chiudinelli Teimuraz Gabashvili 6–1, 6–3     | Ruan Roelofse Yi Chu-huan               | Blaž Kavčič Konstantin Kravchuk      | Marco Chiudinelli Akira Santillan Vasek Pospisil Liam Broady                |
| 8 de mayo  | Open du Pays d'Aix Aix-en-Provence, Francia €127,000+H – Tierra batida – 32S/32Q/16D Cuadro de individuales – Cuadro de dobles               | Frances Tiafoe 6–3, 4–6, 7–6(7–5)                  | Jérémy Chardy                           | Reilly Opelka Pedro Sousa            | Malek Jaziri Quentin Halys Bjorn Fratangelo Julien Benneteau                |
| 8 de mayo  | Open du Pays d'Aix Aix-en-Provence, Francia €127,000+H – Tierra batida – 32S/32Q/16D Cuadro de individuales – Cuadro de dobles               | Wesley Koolhof Matwé Middelkoop 2–6, 6–4, [16–14]  | Andre Begemann Jérémy Chardy            | Reilly Opelka Pedro Sousa            | Malek Jaziri Quentin Halys Bjorn Fratangelo Julien Benneteau                |
| 8 de mayo  | Lecoq Seoul Open Seoul, Corea del Sur $100,000+H – Dura – 32S/32Q/16D Cuadro de individuales – Cuadro de dobles                              | Thomas Fabbiano 1–6, 6–4, 6–3                      | Kwon Soon-woo                           | Ruben Bemelmans Lee Duck-hee         | Hiroki Moriya Go Soeda Dudi Sela Alexander Sarkissian                       |
| 8 de mayo  | Lecoq Seoul Open Seoul, Corea del Sur $100,000+H – Dura – 32S/32Q/16D Cuadro de individuales – Cuadro de dobles                              | Hsieh Cheng-peng Peng Hsien-yin 5–1 ret.           | Thomas Fabbiano Dudi Sela               | Ruben Bemelmans Lee Duck-hee         | Hiroki Moriya Go Soeda Dudi Sela Alexander Sarkissian                       |
| 8 de mayo  | Karshi Challenger Qarshi, Uzbekistán $75,000+H – Dura – 32S/32Q/16D Cuadro de individuales – Cuadro de dobles                                | Egor Gerasimov 6–3, 7–6(7–4)                       | Cem İlkel                               | Yuki Bhambri Dmitry Popko            | Sergiy Stakhovsky Yaraslav Shyla Aleksandr Nedovyesov Alexander Kudryavtsev |
| 8 de mayo  | Karshi Challenger Qarshi, Uzbekistán $75,000+H – Dura – 32S/32Q/16D Cuadro de individuales – Cuadro de dobles                                | Denys Molchanov Sergiy Stakhovsky 6–4, 7–6(9–7)    | Kevin Krawietz Adrián Menéndez-Maceiras | Yuki Bhambri Dmitry Popko            | Sergiy Stakhovsky Yaraslav Shyla Aleksandr Nedovyesov Alexander Kudryavtsev |
| 8 de mayo  | Garden Open Roma, Italia €64,000+H – Tierra batida – 32S/32Q/16D Cuadro de individuales – Cuadro de dobles                                   | Marco Cecchinato 6–4, 6–4                          | Jozef Kovalík                           | Kimmer Coppejans Yannick Maden       | Stefanos Tsitsipas Riccardo Bellotti Stefano Travaglia Gianluigi Quinzi     |
| 8 de mayo  | Garden Open Roma, Italia €64,000+H – Tierra batida – 32S/32Q/16D Cuadro de individuales – Cuadro de dobles                                   | Andreas Mies Oscar Otte 4–6, 7–6(14–12), [10–8]    | Kimmer Coppejans Márton Fucsovics       | Kimmer Coppejans Yannick Maden       | Stefanos Tsitsipas Riccardo Bellotti Stefano Travaglia Gianluigi Quinzi     |
| 15 de mayo | Busan Open Busan, Corea del Sur $150,000+H – Dura – 32S/32Q/16D Cuadro de individuales – Cuadro de dobles                                    | Vasek Pospisil 6–1, 6–2                            | Go Soeda                                | Kwon Soon-woo Dudi Sela              | Lu Yen-hsun Matthew Ebden Austin Krajicek Tatsuma Ito                       |
| 15 de mayo | Busan Open Busan, Corea del Sur $150,000+H – Dura – 32S/32Q/16D Cuadro de individuales – Cuadro de dobles                                    | Hsieh Cheng-peng Peng Hsien-yin 7–5, 4–6, [10–8]   | Sanchai Ratiwatana Sonchat Ratiwatana   | Kwon Soon-woo Dudi Sela              | Lu Yen-hsun Matthew Ebden Austin Krajicek Tatsuma Ito                       |
| 15 de mayo | BNP Paribas Primrose Bordeaux Bordeaux, Francia €106,000+H – Tierra batida – 32S/32Q/16D Cuadro de individuales – Cuadro de dobles           | Steve Darcis 7–6(7–2), 4–6, 7–5                    | Rogério Dutra Silva                     | Arthur De Greef Benjamin Bonzi       | Maxime Janvier Bjorn Fratangelo Julien Benneteau Dušan Lajović              |
| 15 de mayo | BNP Paribas Primrose Bordeaux Bordeaux, Francia €106,000+H – Tierra batida – 32S/32Q/16D Cuadro de individuales – Cuadro de dobles           | Purav Raja Divij Sharan 6–4, 6–4                   | Santiago González Artem Sitak           | Arthur De Greef Benjamin Bonzi       | Maxime Janvier Bjorn Fratangelo Julien Benneteau Dušan Lajović              |
| 15 de mayo | Heilbronner Neckarcup Heilbronn, Alemania €64,000+H – Tierra batida – 32S/32Q/16D Cuadro de individuales – Cuadro de dobles                  | Filip Krajinović 6–3, 6–2                          | Norbert Gombos                          | Lorenzo Giustino Guido Pella         | Andrej Martin Casper Ruud Márton Fucsovics Marco Cecchinato                 |
| 15 de mayo | Heilbronner Neckarcup Heilbronn, Alemania €64,000+H – Tierra batida – 32S/32Q/16D Cuadro de individuales – Cuadro de dobles                  | Roman Jebavý Antonio Šančić 6–4, 6–1               | Adil Shamasdin Igor Zelenay             | Lorenzo Giustino Guido Pella         | Andrej Martin Casper Ruud Márton Fucsovics Marco Cecchinato                 |
| 15 de mayo | Samarkand Challenger Samarkand, Uzbekistán $75,000+H – Tierra batida – 32S/32Q/16D Cuadro de individuales – Cuadro de dobles                 | Adrián Menéndez-Maceiras 6–4, 6–2                  | Aldin Šetkić                            | Jason Jung Ilia Ivashka              | Egor Gerasimov Alexey Vatutin Nikola Milojević Teimuraz Gabashvili          |
| 15 de mayo | Samarkand Challenger Samarkand, Uzbekistán $75,000+H – Tierra batida – 32S/32Q/16D Cuadro de individuales – Cuadro de dobles                 | Laurynas Grigelis Zdeněk Kolář 7–6(7–2), 6–3       | Prajnesh Gunneswaran Vishnu Vardhan     | Jason Jung Ilia Ivashka              | Egor Gerasimov Alexey Vatutin Nikola Milojević Teimuraz Gabashvili          |
| 22 de mayo | Venice Challenge Save Cup Mestre, Italia €43,000+H – Tierra batida – 32S/32Q/16D Cuadro de individuales – Cuadro de dobles                   | João Domingues 7–6(7–4), 6–4                       | Sebastian Ofner                         | Zdeněk Kolář Blake Mott              | Julian Ocleppo Axel Michon Gianluigi Quinzi Matteo Viola                    |
| 22 de mayo | Venice Challenge Save Cup Mestre, Italia €43,000+H – Tierra batida – 32S/32Q/16D Cuadro de individuales – Cuadro de dobles                   | Ken Skupski Neal Skupski 5–7, 6–4, [10–5]          | Julian Knowle Igor Zelenay              | Zdeněk Kolář Blake Mott              | Julian Ocleppo Axel Michon Gianluigi Quinzi Matteo Viola                    |
| 22 de mayo | Shymkent Challenger Shymkent, Kazajistán $50,000+H – Tierra batida – 32S/32Q/16D Cuadro de individuales – Cuadro de dobles                   | Ričardas Berankis 6–3, 6–2                         | Yannick Hanfmann                        | Aleksandr Nedovyesov Carlos Taberner | Clément Geens Evgeny Tyurnev Danilo Petrović Andrey Golubev                 |
| 22 de mayo | Shymkent Challenger Shymkent, Kazajistán $50,000+H – Tierra batida – 32S/32Q/16D Cuadro de individuales – Cuadro de dobles                   | Hans Podlipnik-Castillo Andrei Vasilevski 6–4, 6–2 | Clément Geens Juan Pablo Paz            | Aleksandr Nedovyesov Carlos Taberner | Clément Geens Evgeny Tyurnev Danilo Petrović Andrey Golubev                 |
| 29 de mayo | Internazionali di Tennis Citta' di Vicenza Vicenza, Italia €43,000+H – Tierra batida – 32S/32Q/16D Cuadro de individuales – Cuadro de dobles | Márton Fucsovics 4–6, 7–6(9–7), 6–2                | Laslo Djere                             | Jan Šátral Lorenzo Giustino          | Matteo Berrettini Matteo Donati Daniel Muñoz de la Nava Filip Krajinović    |
| 29 de mayo | Internazionali di Tennis Citta' di Vicenza Vicenza, Italia €43,000+H – Tierra batida – 32S/32Q/16D Cuadro de individuales – Cuadro de dobles | Gero Kretschmer Alexander Satschko 6–4, 7–6(7–4)   | Sekou Bangoura Tristan-Samuel Weissborn | Jan Šátral Lorenzo Giustino          | Matteo Berrettini Matteo Donati Daniel Muñoz de la Nava Filip Krajinović    |

### Junio
| Semana de   | Torneo | Campeones                                                 | Finalista                               | Semifinal                             | Cuarto de final                                                       |
| ----------- | --- | --------------------------------------------------------- | --------------------------------------- | ------------------------------------- | --------------------------------------------------------------------- |
| 5 de junio  | UniCredit Czech Open Prostějov, República Checa €127,000+H – Tierra batida – 32S/32Q/16D Cuadro de individuales – Cuadro de dobles    | Jiří Veselý 5–7, 6–1, 7–5                                 | Federico Delbonis                       | Markus Eriksson Tennys Sandgren       | Radu Albot Tommy Robredo Nicolás Kicker Uladzimir Ignatik             |
| 5 de junio  | UniCredit Czech Open Prostějov, República Checa €127,000+H – Tierra batida – 32S/32Q/16D Cuadro de individuales – Cuadro de dobles    | Guillermo Durán Andrés Molteni 7–6(7–5), 6–7(5–7), [10–6] | Roman Jebavý Hans Podlipnik-Castillo    | Markus Eriksson Tennys Sandgren       | Radu Albot Tommy Robredo Nicolás Kicker Uladzimir Ignatik             |
| 5 de junio  | Aegon Surbiton Trophy Surbiton, Reino Unido €127,000 – Césped – 32S/32Q/16D Cuadro de individuales – Cuadro de dobles                 | Yūichi Sugita 7–6(9–7), 7–6(10–8)                         | Jordan Thompson                         | Dustin Brown Marius Copil             | Dan Evans Reilly Opelka Sergiy Stakhovsky Dudi Sela                   |
| 5 de junio  | Aegon Surbiton Trophy Surbiton, Reino Unido €127,000 – Césped – 32S/32Q/16D Cuadro de individuales – Cuadro de dobles                 | Marcus Daniell Aisam-ul-Haq Qureshi 6–3, 7–6(7–0)         | Treat Huey Denis Kudla                  | Dustin Brown Marius Copil             | Dan Evans Reilly Opelka Sergiy Stakhovsky Dudi Sela                   |
| 12 de junio | Aegon Open Nottingham Nottingham, Reino Unido €127,000+H – Césped – 32S/32Q/16D Cuadro de individuales – Cuadro de dobles             | Dudi Sela 4–6, 6–4, 6–3                                   | Thomas Fabbiano                         | Sam Groth Marius Copil                | John-Patrick Smith Sergiy Stakhovsky Lloyd Glasspool Bjorn Fratangelo |
| 12 de junio | Aegon Open Nottingham Nottingham, Reino Unido €127,000+H – Césped – 32S/32Q/16D Cuadro de individuales – Cuadro de dobles             | Ken Skupski Neal Skupski 7–6(7–1), 2–6, [10–7]            | Matt Reid John-Patrick Smith            | Sam Groth Marius Copil                | John-Patrick Smith Sergiy Stakhovsky Lloyd Glasspool Bjorn Fratangelo |
| 12 de junio | Città di Caltanissetta Caltanissetta, Italia €127,000+H – Tierra batida – 32S/32Q/16D Cuadro de individuales – Cuadro de dobles       | Paolo Lorenzi 6–4, 6–2                                    | Alessandro Giannessi                    | Radu Albot Cedrik-Marcel Stebe        | Guido Andreozzi Tennys Sandgren Mikhail Kukushkin Marco Cecchinato    |
| 12 de junio | Città di Caltanissetta Caltanissetta, Italia €127,000+H – Tierra batida – 32S/32Q/16D Cuadro de individuales – Cuadro de dobles       | James Cerretani Max Schnur 6–3, 3–6, [10–6]               | Denys Molchanov Franko Škugor           | Radu Albot Cedrik-Marcel Stebe        | Guido Andreozzi Tennys Sandgren Mikhail Kukushkin Marco Cecchinato    |
| 12 de junio | Open Sopra Steria de Lyon Lyon, Francia €64,000+H – Tierra batida – 32S/32Q/16D Cuadro de individuales – Cuadro de dobles             | Félix Auger-Aliassime 6–4, 6–1                            | Mathias Bourgue                         | Tristan Lamasine Aleksandr Nedovyesov | Horacio Zeballos Maxime Chazal Casper Ruud Paul-Henri Mathieu         |
| 12 de junio | Open Sopra Steria de Lyon Lyon, Francia €64,000+H – Tierra batida – 32S/32Q/16D Cuadro de individuales – Cuadro de dobles             | Sander Gillé Joran Vliegen 6–7(2–7), 7–6(7–2), [14–12]    | Gero Kretschmer Alexander Satschko      | Tristan Lamasine Aleksandr Nedovyesov | Horacio Zeballos Maxime Chazal Casper Ruud Paul-Henri Mathieu         |
| 12 de junio | Lisbon Challenger Lisboa, Portugal €43,000+H – Tierra batida – 32S/32Q/16D Cuadro de individuales – Cuadro de dobles                  | Oscar Otte 4–6, 6–1, 6–3                                  | Taro Daniel                             | Attila Balázs Gianluigi Quinzi        | Daniel Muñoz de la Nava Joris De Loore Gleb Sakharov Pedro Sousa      |
| 12 de junio | Lisbon Challenger Lisboa, Portugal €43,000+H – Tierra batida – 32S/32Q/16D Cuadro de individuales – Cuadro de dobles                  | Ruan Roelofse Christopher Rungkat 7–6(9–7), 6–1           | Fred Gil Gonçalo Oliveira               | Attila Balázs Gianluigi Quinzi        | Daniel Muñoz de la Nava Joris De Loore Gleb Sakharov Pedro Sousa      |
| 19 de junio | Aegon Ilkley Trophy Ilkley, Reino Unido €127,000 – Césped – 32S/32Q/16D Cuadro de individuales – Cuadro de dobles                     | Márton Fucsovics 6–1, 6–4                                 | Alex Bolt                               | Yevgueni Donskoi Sam Groth            | Jay Clarke Taylor Fritz Bjorn Fratangelo Quentin Halys                |
| 19 de junio | Aegon Ilkley Trophy Ilkley, Reino Unido €127,000 – Césped – 32S/32Q/16D Cuadro de individuales – Cuadro de dobles                     | Leander Paes Adil Shamasdin 6–2, 2–6, [10–8]              | Brydan Klein Joe Salisbury              | Yevgueni Donskoi Sam Groth            | Jay Clarke Taylor Fritz Bjorn Fratangelo Quentin Halys                |
| 19 de junio | Poprad-Tatry ATP Challenger Tour Poprad, Eslovaquía €64,000+H – Tierra batida – 32S/32Q/16D Cuadro de individuales – Cuadro de dobles | Cedrik-Marcel Stebe 6–0, 6–3                              | Laslo Djere                             | Roberto Carballés Baena Adam Pavlásek | Martin Kližan Filip Krajinović Elias Ymer Sebastian Ofner             |
| 19 de junio | Poprad-Tatry ATP Challenger Tour Poprad, Eslovaquía €64,000+H – Tierra batida – 32S/32Q/16D Cuadro de individuales – Cuadro de dobles | Mateusz Kowalczyk Andreas Mies 6–3, 7–6(7–3)              | Luca Margaroli Tristan-Samuel Weissborn | Roberto Carballés Baena Adam Pavlásek | Martin Kližan Filip Krajinović Elias Ymer Sebastian Ofner             |
| 19 de junio | Fergana Challenger Fergana, Uzbekistán $75,000+H – Dura – 32S/32Q/16D Cuadro de individuales – Cuadro de dobles                       | Ilia Ivashka 6–4, 6–3                                     | Nikola Milojević                        | Blaž Kavčič Edan Leshem               | Cem İlkel Brayden Schnur Hubert Hurkacz Prajnesh Gunneswaran          |
| 19 de junio | Fergana Challenger Fergana, Uzbekistán $75,000+H – Dura – 32S/32Q/16D Cuadro de individuales – Cuadro de dobles                       | Sriram Balaji Vishnu Vardhan 6–3, 6–3                     | Yuya Kibi Shuichi Sekiguchi             | Blaž Kavčič Edan Leshem               | Cem İlkel Brayden Schnur Hubert Hurkacz Prajnesh Gunneswaran          |
| 19 de junio | Internazionali di Tennis dell'Umbria Todi, Italia €43,000+H – Tierra batida – 32S/32Q/16D Cuadro de individuales – Cuadro de dobles   | Federico Delbonis 7–5, 6–1                                | Marco Cecchinato                        | Dušan Lajović Liam Caruana            | Gastão Elias Facundo Bagnis Gleb Sakharov Arthur De Greef             |
| 19 de junio | Internazionali di Tennis dell'Umbria Todi, Italia €43,000+H – Tierra batida – 32S/32Q/16D Cuadro de individuales – Cuadro de dobles   | Steven de Waard Ben McLachlan 6–7(7–9), 6–4, [10–7]       | Marin Draganja Tomislav Draganja        | Dušan Lajović Liam Caruana            | Gastão Elias Facundo Bagnis Gleb Sakharov Arthur De Greef             |
| 19 de junio | Internationaux de Tennis de BLOIS Blois, Francia €43,000+H – Tierra batida – 32S/32Q/16D Cuadro de individuales – Cuadro de dobles    | Damir Džumhur 6–1, 6–3                                    | Calvin Hemery                           | Henri Laaksonen Mathias Bourgue       | Alexandre Müller Blaž Rola Casper Ruud Pedro Sousa                    |
| 19 de junio | Internationaux de Tennis de BLOIS Blois, Francia €43,000+H – Tierra batida – 32S/32Q/16D Cuadro de individuales – Cuadro de dobles    | Sander Gillé Joran Vliegen 3–6, 6–3, [10–7]               | Máximo González Fabrício Neis           | Henri Laaksonen Mathias Bourgue       | Alexandre Müller Blaž Rola Casper Ruud Pedro Sousa                    |
| 26 de junio | Aspria Tennis Cup Milán, Italia €43,000+H – Tierra batida – 32S/32Q/16D Cuadro de individuales – Cuadro de dobles                     | Guido Pella 6–2, 2–1 ret.                                 | Federico Delbonis                       | Marco Cecchinato Tommy Robredo        | Juan Ignacio Londero Uladzimir Ignatik Gianluca Mager José Hernández  |
| 26 de junio | Aspria Tennis Cup Milán, Italia €43,000+H – Tierra batida – 32S/32Q/16D Cuadro de individuales – Cuadro de dobles                     | Tomasz Bednarek David Pel 6–1, 6–1                        | Filippo Baldi Omar Giacalone            | Marco Cecchinato Tommy Robredo        | Juan Ignacio Londero Uladzimir Ignatik Gianluca Mager José Hernández  |

### Julio
| Semana de   | Torneo | Campeones                                                  | Finalista                                  | Semifinal                              | Cuarto de final                                                          |
| ----------- | --- | ---------------------------------------------------------- | ------------------------------------------ | -------------------------------------- | ------------------------------------------------------------------------ |
| 3 de julio  | Marburg Open Marburg, Alemania €43,000+H – Tierra batida – 32S/32Q/16D Cuadro de individuales – Cuadro de dobles                                     | Filip Krajinović 6–2, 6–3                                  | Cedrik-Marcel Stebe                        | Arthur De Greef Guillermo García López | Yannick Hanfmann Benjamin Bonzi João Pedro Sorgi Matthias Bachinger      |
| 3 de julio  | Marburg Open Marburg, Alemania €43,000+H – Tierra batida – 32S/32Q/16D Cuadro de individuales – Cuadro de dobles                                     | Máximo González Fabrício Neis 6–3, 7–6(7–4)                | Rameez Junaid Ruan Roelofse                | Arthur De Greef Guillermo García López | Yannick Hanfmann Benjamin Bonzi João Pedro Sorgi Matthias Bachinger      |
| 3 de julio  | Guzzini Challenger Recanati, Italia €43,000+H – Dura – 32S/32Q/16D Cuadro de individuales – Cuadro de dobles                                         | Viktor Galovic 7–6(7–3), 6–4                               | Mirza Basic                                | Luca Vanni Salvatore Caruso            | Mats Moraing Adrián Menéndez-Maceiras Andrea Arnaboldi Quentin Halys     |
| 3 de julio  | Guzzini Challenger Recanati, Italia €43,000+H – Dura – 32S/32Q/16D Cuadro de individuales – Cuadro de dobles                                         | Jonathan Eysseric Quentin Halys 6–7(3–7), 6–4, [12–10]     | Julian Ocleppo Andrea Vavassori            | Luca Vanni Salvatore Caruso            | Mats Moraing Adrián Menéndez-Maceiras Andrea Arnaboldi Quentin Halys     |
| 10 de julio | Sparkassen Open Braunschweig, Alemania €127,000+H – Tierra batida – 32S/32Q/16D Cuadro de individuales – Cuadro de dobles                            | Nicola Kuhn 2–6, 7–5, 4–2 ret.                             | Viktor Galović                             | Márton Fucsovics Oscar Otte            | Radu Albot Jozef Kovalík Yannick Maden Jerzy Janowicz                    |
| 10 de julio | Sparkassen Open Braunschweig, Alemania €127,000+H – Tierra batida – 32S/32Q/16D Cuadro de individuales – Cuadro de dobles                            | Julian Knowle Igor Zelenay 6–3, 7–6(7–3)                   | Kevin Krawietz Gero Kretschmer             | Márton Fucsovics Oscar Otte            | Radu Albot Jozef Kovalík Yannick Maden Jerzy Janowicz                    |
| 10 de julio | Båstad Challenger Båstad, Suecia €43,000+H – Tierra batida – 32S/32Q/16D Cuadro de individuales – Cuadro de dobles                                   | Dušan Lajović 6–2, 7–6(7–4)                                | Leonardo Mayer                             | Facundo Bagnis Mikael Ymer             | Elias Ymer Aleksandr Nedovyesov Henri Laaksonen Renzo Olivo              |
| 10 de julio | Båstad Challenger Båstad, Suecia €43,000+H – Tierra batida – 32S/32Q/16D Cuadro de individuales – Cuadro de dobles                                   | Tuna Altuna Václav Šafránek 6–1, 6–4                       | Sriram Balaji Vijay Sundar Prashanth       | Facundo Bagnis Mikael Ymer             | Elias Ymer Aleksandr Nedovyesov Henri Laaksonen Renzo Olivo              |
| 10 de julio | Internazionali di Tennis Città di Perugia Perugia, Italia €43,000+H – Tierra batida – 32S/32Q/16D Cuadro de individuales – Cuadro de dobles          | Laslo Djere 7–6(7–2) , 6–4                                 | Daniel Muñoz de la Nava                    | Gerald Melzer Marcel Granollers        | Benjamin Bonzi Stefanos Tsitsipas Salvatore Caruso Gleb Sakharov         |
| 10 de julio | Internazionali di Tennis Città di Perugia Perugia, Italia €43,000+H – Tierra batida – 32S/32Q/16D Cuadro de individuales – Cuadro de dobles          | Salvatore Caruso Jonathan Eysseric 6–3, 6–3                | Nicolás Kicker Fabrício Neis               | Gerald Melzer Marcel Granollers        | Benjamin Bonzi Stefanos Tsitsipas Salvatore Caruso Gleb Sakharov         |
| 10 de julio | Nielsen Pro Tennis Championships Winnetka, Estados Unidos $75,000 – Dura – 32S/32Q/16D Cuadro de individuales – Cuadro de dobles                     | Akira Santillan 7–6(7–1), 6–2                              | Ramkumar Ramanathan                        | Matthias Bachinger Tommy Paul          | Tennys Sandgren Dennis Nevolo Dominik Köpfer Martin Redlicki             |
| 10 de julio | Nielsen Pro Tennis Championships Winnetka, Estados Unidos $75,000 – Dura – 32S/32Q/16D Cuadro de individuales – Cuadro de dobles                     | Sanchai Ratiwatana Christopher Rungkat 7–6(7–4), 6–2       | Kevin King Bradley Klahn                   | Matthias Bachinger Tommy Paul          | Tennys Sandgren Dennis Nevolo Dominik Köpfer Martin Redlicki             |
| 10 de julio | Claro Open Medellín Medellín, Colombia $50,000+H – Tierra batida – 32S/32Q/16D Cuadro de individuales – Cuadro de dobles                             | Nicolás Jarry 6-1, 3–6, 7–6(7–0)                           | João Souza                                 | Jose Statham Darian King               | Alejandro González Daniel Elahi Galán Carlos Salamanca Roberto Quiroz    |
| 10 de julio | Claro Open Medellín Medellín, Colombia $50,000+H – Tierra batida – 32S/32Q/16D Cuadro de individuales – Cuadro de dobles                             | Darian King Miguel Ángel Reyes-Varela 6–4, 6–4             | Nicolás Jarry Roberto Quiroz               | Jose Statham Darian King               | Alejandro González Daniel Elahi Galán Carlos Salamanca Roberto Quiroz    |
| 10 de julio | Winnipeg Challenger Winnipeg, Canadá $75,000 – Dura – 32S/32Q/16D Cuadro de individuales – Cuadro de dobles                                          | Blaž Kavčič 7–5, 3–6, 7–5                                  | Peter Polansky                             | Edan Leshem Yasutaka Uchiyama          | Raymond Sarmiento Yusuke Takahashi Max Purcell Brayden Schnur            |
| 10 de julio | Winnipeg Challenger Winnipeg, Canadá $75,000 – Dura – 32S/32Q/16D Cuadro de individuales – Cuadro de dobles                                          | Luke Bambridge David O'Hare 6–2, 6–2                       | Yusuke Takahashi Renta Tokuda              | Edan Leshem Yasutaka Uchiyama          | Raymond Sarmiento Yusuke Takahashi Max Purcell Brayden Schnur            |
| 17 de julio | President's Cup Astaná, Kazajistán $125,000 – Dura – 32S/32Q/16D Cuadro de individuales – Cuadro de dobles                                           | Egor Gerasimov 7–6(11–9), 4–6, 6–4                         | Mikhail Kukushkin                          | Aldin Šetkić Alexander Bublik          | Yevgueni Donskoi Lee Duck-hee Kwon Soon-woo Dmitry Popko                 |
| 17 de julio | President's Cup Astaná, Kazajistán $125,000 – Dura – 32S/32Q/16D Cuadro de individuales – Cuadro de dobles                                           | Toshihide Matsui Vishnu Vardhan 7–6(7–3), 6–7(5–7), [10–7] | Evgeny Karlovskiy Evgeny Tyurnev           | Aldin Šetkić Alexander Bublik          | Yevgueni Donskoi Lee Duck-hee Kwon Soon-woo Dmitry Popko                 |
| 17 de julio | Poznań Open Poznań, Polonia €64,000+H – Tierra batida – 32S/32Q/16D Cuadro de individuales – Cuadro de dobles                                        | Alexey Vatutin 2–6, 7–6(12–10), 6–3                        | Guido Andreozzi                            | Adam Pavlásek Gonçalo Oliveira         | Zdeněk Kolář Rubén Ramírez Hidalgo Jonathan Eysseric Lukáš Rosol         |
| 17 de julio | Poznań Open Poznań, Polonia €64,000+H – Tierra batida – 32S/32Q/16D Cuadro de individuales – Cuadro de dobles                                        | Guido Andreozzi Jaume Munar 6–7(4–7), 6–3, [10–4]          | Tomasz Bednarek Gonçalo Oliveira           | Adam Pavlásek Gonçalo Oliveira         | Zdeněk Kolář Rubén Ramírez Hidalgo Jonathan Eysseric Lukáš Rosol         |
| 17 de julio | San Benedetto Tennis Cup San Benedetto del Tronto, Italia €64,000+H – Tierra batida – 32S/32Q/16D Cuadro de individuales – Cuadro de dobles          | Matteo Berrettini 6–3, 6–4                                 | Laslo Djere                                | Federico Coria Carlos Taberner         | Pedro Sousa José Hernández Benjamin Bonzi Marcel Granollers              |
| 17 de julio | San Benedetto Tennis Cup San Benedetto del Tronto, Italia €64,000+H – Tierra batida – 32S/32Q/16D Cuadro de individuales – Cuadro de dobles          | Carlos Taberner Pol Toledo Bagué 7–5, 6–4                  | Flavio Cipolla Adrian Ungur                | Federico Coria Carlos Taberner         | Pedro Sousa José Hernández Benjamin Bonzi Marcel Granollers              |
| 17 de julio | The Hague Open Scheveningen, Países Bajos €64,000+H – Tierra batida – 32S/32Q/16D Cuadro de individuales – Cuadro de dobles                          | Guillermo García López 6–1, 6–7(3–7), 6–2                  | Ruben Bemelmans                            | Thiemo de Bakker Marko Tepavac         | Stefanos Tsitsipas Botic van de Zandschulp Simone Bolelli Joris De Loore |
| 17 de julio | The Hague Open Scheveningen, Países Bajos €64,000+H – Tierra batida – 32S/32Q/16D Cuadro de individuales – Cuadro de dobles                          | Sander Gillé Joran Vliegen 6–2, 4–6, [12–10]               | Jozef Kovalík Stefanos Tsitsipas           | Thiemo de Bakker Marko Tepavac         | Stefanos Tsitsipas Botic van de Zandschulp Simone Bolelli Joris De Loore |
| 17 de julio | Challenger de Gatineau Gatineau, Canadá $50,000+H – Dura – 32S/32Q/16D Cuadro de individuales – Cuadro de dobles                                     | Denis Shapovalov 6–1, 3–6, 6–3                             | Peter Polansky                             | Malek Jaziri Alexander Sarkissian      | Vincent Millot Marcos Giron Yuki Bhambri Thomas Fabbiano                 |
| 17 de julio | Challenger de Gatineau Gatineau, Canadá $50,000+H – Dura – 32S/32Q/16D Cuadro de individuales – Cuadro de dobles                                     | Bradley Klahn Jackson Withrow 6–2, 6–3                     | Hans Hach Verdugo Vincent Millot           | Malek Jaziri Alexander Sarkissian      | Vincent Millot Marcos Giron Yuki Bhambri Thomas Fabbiano                 |
| 24 de julio | Challenger de Granby Granby, Canadá $100,000 – Dura – 32S/32Q/16D Cuadro de individuales – Cuadro de dobles                                          | Blaž Kavčič 6–3, 2–6, 7–5                                  | Peter Polansky                             | Brayden Schnur Denis Shapovalov        | Tatsuma Ito Max Purcell Mackenzie McDonald Yasutaka Uchiyama             |
| 24 de julio | Challenger de Granby Granby, Canadá $100,000 – Dura – 32S/32Q/16D Cuadro de individuales – Cuadro de dobles                                          | Joe Salisbury Jackson Withrow 4–6, 6–3, [10–6]             | Marcel Felder Go Soeda                     | Brayden Schnur Denis Shapovalov        | Tatsuma Ito Max Purcell Mackenzie McDonald Yasutaka Uchiyama             |
| 24 de julio | Levene Gouldin & Thompson Tennis Challenger Binghamton, Estados Unidos $75,000 – Dura – 32S/32Q/16D Cuadro de individuales – Cuadro de dobles        | Cameron Norrie 6–4, 0–6, 6–4                               | Jordan Thompson                            | William Blumberg Christian Harrison    | Dominik Köpfer Zhang Ze Blaž Rola Alexander Bublik                       |
| 24 de julio | Levene Gouldin & Thompson Tennis Challenger Binghamton, Estados Unidos $75,000 – Dura – 32S/32Q/16D Cuadro de individuales – Cuadro de dobles        | Denis Kudla Daniel Nguyen 6–3, 7–6(7–5)                    | Jarryd Chaplin Luke Saville                | William Blumberg Christian Harrison    | Dominik Köpfer Zhang Ze Blaž Rola Alexander Bublik                       |
| 24 de julio | International Tennis Tournament of Cortina Cortina d'Ampezzo, Italia €64,000 – Tierra batida – 32S/32Q/16D Cuadro de individuales – Cuadro de dobles | Roberto Carballés Baena 6–1, 6–0                           | Gerald Melzer                              | Matteo Viola Marcel Granollers         | Carlos Taberner Pedro Cachín Clément Geens Guido Andreozzi               |
| 24 de julio | International Tennis Tournament of Cortina Cortina d'Ampezzo, Italia €64,000 – Tierra batida – 32S/32Q/16D Cuadro de individuales – Cuadro de dobles | Guido Andreozzi Gerald Melzer 6–2, 7–6(7–4)                | Steven de Waard Ben McLachlan              | Matteo Viola Marcel Granollers         | Carlos Taberner Pedro Cachín Clément Geens Guido Andreozzi               |
| 24 de julio | Advantage Cars Prague Open Praga, República Checa €43,000+H – Tierra batida – 32S/32Q/16D Cuadro de individuales – Cuadro de dobles                  | Andrej Martin 7–6(7–3), 6–3                                | Yannick Maden                              | Adam Pavlásek João Domingues           | Zdeněk Kolář Tobias Kamke Jurij Rodionov Roman Safiullin                 |
| 24 de julio | Advantage Cars Prague Open Praga, República Checa €43,000+H – Tierra batida – 32S/32Q/16D Cuadro de individuales – Cuadro de dobles                  | Jan Šátral Tristan-Samuel Weissborn 6–3, 5–7, [10–3]       | Gero Kretschmer Andreas Mies               | Adam Pavlásek João Domingues           | Zdeněk Kolář Tobias Kamke Jurij Rodionov Roman Safiullin                 |
| 24 de julio | Tampere Open Tampere, Finlandia €43,000+H – Tierra batida – 32S/32Q/16D Cuadro de individuales – Cuadro de dobles                                    | Calvin Hemery 6–3, 6–4                                     | Pedro Sousa                                | Íñigo Cervantes Alexey Vatutin         | Dmitry Popko Tallon Griekspoor Yannik Reuter Sebastian Ofner             |
| 24 de julio | Tampere Open Tampere, Finlandia €43,000+H – Tierra batida – 32S/32Q/16D Cuadro de individuales – Cuadro de dobles                                    | Sander Gillé Joran Vliegen 6–2, 6–7(5–7), [10–3]           | Lucas Gómez Juan Ignacio Londero           | Íñigo Cervantes Alexey Vatutin         | Dmitry Popko Tallon Griekspoor Yannik Reuter Sebastian Ofner             |
| 31 de julio | Chengdu Challenger Chengdu, China $150,000 – Dura – 32S/32Q/16D Cuadro de individuales – Cuadro de dobles                                            | Lu Yen-hsun 6–3, 6–4                                       | Yevgueni Donskoi                           | Wu Yibing Nikola Milojević             | Miomir Kecmanović Yusuke Takahashi James Ward Gao Xin                    |
| 31 de julio | Chengdu Challenger Chengdu, China $150,000 – Dura – 32S/32Q/16D Cuadro de individuales – Cuadro de dobles                                            | Sriram Balaji Vishnu Vardhan 6–3, 6–4                      | Hsieh Cheng-peng Peng Hsien-yin            | Wu Yibing Nikola Milojević             | Miomir Kecmanović Yusuke Takahashi James Ward Gao Xin                    |
| 31 de julio | Thindown Challenger Biella Biella, Italia €106,000+H – Tierra batida – 32S/32Q/16D Cuadro de individuales – Cuadro de dobles                         | Filip Krajinović 6–3, 6–2                                  | Salvatore Caruso                           | João Souza Andrea Arnaboldi            | Marco Cecchinato Mikael Ymer Stefano Travaglia Federico Coria            |
| 31 de julio | Thindown Challenger Biella Biella, Italia €106,000+H – Tierra batida – 32S/32Q/16D Cuadro de individuales – Cuadro de dobles                         | Attila Balázs Fabiano de Paula 5–7, 6–4, [10–4]            | Johan Brunström Dino Marcan                | João Souza Andrea Arnaboldi            | Marco Cecchinato Mikael Ymer Stefano Travaglia Federico Coria            |
| 31 de julio | Open Castilla y León Segovia, España €85,000+H – Dura – 32S/32Q/16D Cuadro de individuales – Cuadro de dobles                                        | Jaume Munar 6–3, 6–4                                       | Álex de Miñaur                             | Gerard Granollers Matteo Berrettini    | Marcel Granollers Laurent Lokoli Tallon Griekspoor Aldin Šetkić          |
| 31 de julio | Open Castilla y León Segovia, España €85,000+H – Dura – 32S/32Q/16D Cuadro de individuales – Cuadro de dobles                                        | Adrián Menéndez Sergiy Stakhovsky 4–6, 6–3, [10–7]         | Roberto Ortega Olmedo David Vega Hernández | Gerard Granollers Matteo Berrettini    | Marcel Granollers Laurent Lokoli Tallon Griekspoor Aldin Šetkić          |
| 31 de julio | Kentucky Bank Tennis Championships Lexington, Estados Unidos $75,000 – Dura – 32S/32Q/16D Cuadro de individuales – Cuadro de dobles                  | Michael Mmoh 4–6, 7–6(7–3), 6–3                            | John Millman                               | Cameron Norrie Raymond Sarmiento       | Dominik Köpfer Max Purcell Daniel Nguyen Denis Kudla                     |
| 31 de julio | Kentucky Bank Tennis Championships Lexington, Estados Unidos $75,000 – Dura – 32S/32Q/16D Cuadro de individuales – Cuadro de dobles                  | Alex Bolt Max Purcell 7–5, 6–4                             | Tom Jomby Eric Quigley                     | Cameron Norrie Raymond Sarmiento       | Dominik Köpfer Max Purcell Daniel Nguyen Denis Kudla                     |
| 31 de julio | Svijany Open Liberec, República Checa €43,000+H – Tierra batida – 32S/32Q/16D Cuadro de individuales – Cuadro de dobles                              | Pedro Sousa 6–4, 5–7, 6–2                                  | Guilherme Clezar                           | Ricardo Ojeda Lara Václav Šafránek     | Jeremy Jahn Tobias Kamke Laurynas Grigelis Oscar Otte                    |
| 31 de julio | Svijany Open Liberec, República Checa €43,000+H – Tierra batida – 32S/32Q/16D Cuadro de individuales – Cuadro de dobles                              | Laurynas Grigelis Zdeněk Kolář 6–3, 6–4                    | Tomasz Bednarek David Pel                  | Ricardo Ojeda Lara Václav Šafránek     | Jeremy Jahn Tobias Kamke Laurynas Grigelis Oscar Otte                    |

### Agosto
| Semana de    | Torneo | Campeones                                                  | Finalista                           | Semifinal                         | Cuarto de final                                                       |
| ------------ | --- | ---------------------------------------------------------- | ----------------------------------- | --------------------------------- | --------------------------------------------------------------------- |
| 7 de agosto  | China International Challenger Jinan Jinan, China $150,000 – Dura – 32S/32Q/16D Cuadro de individuales – Cuadro de dobles                              | Lu Yen-hsun 6–3, 6–1                                       | Ričardas Berankis                   | Go Soeda Yevgueni Donskoi         | Kwon Soon-woo Kento Takeuchi Lee Duck-hee Dayne Kelly                 |
| 7 de agosto  | China International Challenger Jinan Jinan, China $150,000 – Dura – 32S/32Q/16D Cuadro de individuales – Cuadro de dobles                              | Hsieh Cheng-peng Peng Hsien-yin 4–6, 6–4, [10–4]           | Sriram Balaji Vishnu Vardhan        | Go Soeda Yevgueni Donskoi         | Kwon Soon-woo Kento Takeuchi Lee Duck-hee Dayne Kelly                 |
| 7 de agosto  | Nordic Naturals Challenger Aptos, Estados Unidos $100,000 – Dura – 32S/32Q/16D Cuadro de individuales – Cuadro de dobles                               | Alexander Bublik 6–2, 6–3                                  | Liam Broady                         | Taylor Fritz Sam Groth            | Tennys Sandgren Raymond Sarmiento Dennis Novikov Akira Santillan      |
| 7 de agosto  | Nordic Naturals Challenger Aptos, Estados Unidos $100,000 – Dura – 32S/32Q/16D Cuadro de individuales – Cuadro de dobles                               | Jonathan Erlich Neal Skupski 6–3, 2–6, [10–8]              | Alex Bolt Jordan Thompson           | Taylor Fritz Sam Groth            | Tennys Sandgren Raymond Sarmiento Dennis Novikov Akira Santillan      |
| 7 de agosto  | Claro Open Floridablanca Floridablanca, Colombia $50,000+H – Tierra batida – 32S/32Q/16D Cuadro de individuales – Cuadro de dobles                     | Guido Pella 6–2, 6–4                                       | Facundo Argüello                    | Gastão Elias Gonzalo Lama         | Evan King João Souza Michael Linzer Guilherme Clezar                  |
| 7 de agosto  | Claro Open Floridablanca Floridablanca, Colombia $50,000+H – Tierra batida – 32S/32Q/16D Cuadro de individuales – Cuadro de dobles                     | Sergio Galdós Nicolás Jarry 6–3, 5–7, [10–1]               | Sekou Bangoura Evan King            | Gastão Elias Gonzalo Lama         | Evan King João Souza Michael Linzer Guilherme Clezar                  |
| 7 de agosto  | Tilia Eslovenia Open Portorož, Eslovenia €43,000+H – Dura – 32S/32Q/16D Cuadro de individuales – Cuadro de dobles                                      | Sergiy Stakhovsky 6–7(4–7), 7–6(8–6), 6–3                  | Matteo Berrettini                   | Aldin Šetkić Stefanos Tsitsipas   | Pedro Martínez Ilia Ivashka Filip Krajinović Franko Škugor            |
| 7 de agosto  | Tilia Eslovenia Open Portorož, Eslovenia €43,000+H – Dura – 32S/32Q/16D Cuadro de individuales – Cuadro de dobles                                      | Hans Podlipnik Andrei Vasilevski 6–3, 7–6(7–4)             | Lukáš Rosol Franko Škugor           | Aldin Šetkić Stefanos Tsitsipas   | Pedro Martínez Ilia Ivashka Filip Krajinović Franko Škugor            |
| 14 de agosto | Milex Open Santo Domingo, República Dominicana $125,000 – Tierra batida (verde) – 32S/32Q/16D Cuadro de individuales – Cuadro de dobles                | Víctor Estrella 7–6(7–4), 6–4                              | Damir Džumhur                       | Nicolás Jarry Gastão Elias        | Evan King Guido Pella Casper Ruud Cristian Rodríguez                  |
| 14 de agosto | Milex Open Santo Domingo, República Dominicana $125,000 – Tierra batida (verde) – 32S/32Q/16D Cuadro de individuales – Cuadro de dobles                | Juan Ignacio Londero Luis David Martínez 6–4, 6–4          | Daniel Elahi Galán Santiago Giraldo | Nicolás Jarry Gastão Elias        | Evan King Guido Pella Casper Ruud Cristian Rodríguez                  |
| 14 de agosto | Vancouver Open Vancouver, Canadá $100,000 – Dura – 32S/32Q/16D Cuadro de individuales – Cuadro de dobles                                               | Cedrik-Marcel Stebe 6–0, 6–1                               | Jordan Thompson                     | Joris De Loore Stefano Napolitano | Liam Broady Taylor Fritz Lloyd Harris Brayden Schnur                  |
| 14 de agosto | Vancouver Open Vancouver, Canadá $100,000 – Dura – 32S/32Q/16D Cuadro de individuales – Cuadro de dobles                                               | James Cerretani Neal Skupski 7–6(8–6), 6–2                 | Treat Huey Robert Lindstedt         | Joris De Loore Stefano Napolitano | Liam Broady Taylor Fritz Lloyd Harris Brayden Schnur                  |
| 14 de agosto | Internazionali di Tennis del Friuli Venezia Giulia Cordenons, Italia €64,000+H – Tierra batida – 32S/32Q/16D Cuadro de individuales – Cuadro de dobles | Elias Ymer 6–2, 6–3                                        | Roberto Carballés Baena             | Laslo Djere Lorenzo Giustino      | Enrique López-Pérez Gonçalo Oliveira Pedro Martínez Andrea Pellegrino |
| 14 de agosto | Internazionali di Tennis del Friuli Venezia Giulia Cordenons, Italia €64,000+H – Tierra batida – 32S/32Q/16D Cuadro de individuales – Cuadro de dobles | Roman Jebavý Zdeněk Kolář 6–2, 6–3                         | Matwé Middelkoop Igor Zelenay       | Laslo Djere Lorenzo Giustino      | Enrique López-Pérez Gonçalo Oliveira Pedro Martínez Andrea Pellegrino |
| 14 de agosto | Bucher Reisen Tennis Grand Prix Meerbusch, Alemania €43,000+H – Tierra batida – 32S/32Q/16D Cuadro de individuales – Cuadro de dobles                  | Ricardo Ojeda Lara 6–4, 6–3                                | Andreas Haider-Maurer               | Karim-Mohamed Maamoun Nicola Kuhn | Florian Mayer Jeremy Jahn Aleksandr Nedovyesov Václav Šafránek        |
| 14 de agosto | Bucher Reisen Tennis Grand Prix Meerbusch, Alemania €43,000+H – Tierra batida – 32S/32Q/16D Cuadro de individuales – Cuadro de dobles                  | Kevin Krawietz Andreas Mies 6–1, 7–6(7–5)                  | Dustin Brown Antonio Šančić         | Karim-Mohamed Maamoun Nicola Kuhn | Florian Mayer Jeremy Jahn Aleksandr Nedovyesov Václav Šafránek        |
| 21 de agosto | Antonio Savoldi–Marco Cò – Trofeo Dimmidisì Manerbio, Italia €43,000+H – Tierra batida – 32S/32Q/16D Cuadro de individuales – Cuadro de dobles         | Roberto Carballés Baena 6–4, 2–6, 6–2                      | Guillermo García López              | Elias Ymer Tommy Robredo          | Oscar Otte Carlos Taberner Lorenzo Sonego Adam Pavlásek               |
| 21 de agosto | Antonio Savoldi–Marco Cò – Trofeo Dimmidisì Manerbio, Italia €43,000+H – Tierra batida – 32S/32Q/16D Cuadro de individuales – Cuadro de dobles         | Romain Arneodo Hugo Nys 4–6, 7–6(7–3), [10–5]              | Mikhail Elgin Roman Jebavý          | Elias Ymer Tommy Robredo          | Oscar Otte Carlos Taberner Lorenzo Sonego Adam Pavlásek               |
| 28 de agosto | Città di Como Challenger Como, Italia €43,000+H – Tierra batida – 32S/32Q/16D Cuadro de individuales – Cuadro de dobles                                | Pedro Sousa 1–6, 6–2, 6–4                                  | Marco Cecchinato                    | Filip Krajinović Corentin Moutet  | Oscar Otte Gastão Elias Kenny de Schepper Matteo Donati               |
| 28 de agosto | Città di Como Challenger Como, Italia €43,000+H – Tierra batida – 32S/32Q/16D Cuadro de individuales – Cuadro de dobles                                | Sander Arends Antonio Šančić 7–6(7–1), 6–2                 | Aliaksandr Bury Kevin Krawietz      | Filip Krajinović Corentin Moutet  | Oscar Otte Gastão Elias Kenny de Schepper Matteo Donati               |
| 28 de agosto | Quito Challenger Quito, Ecuador $50,000+H – Tierra batida – 32S/32Q/16D Cuadro de individuales – Cuadro de dobles                                      | Nicolás Jarry 6–3, 6–2                                     | Gerald Melzer                       | Víctor Estrella Facundo Mena      | Andrej Martin Guilherme Clezar Maxime Hamou Gonzalo Lama              |
| 28 de agosto | Quito Challenger Quito, Ecuador $50,000+H – Tierra batida – 32S/32Q/16D Cuadro de individuales – Cuadro de dobles                                      | Marcelo Arévalo Miguel Ángel Reyes-Varela 4–6, 6–4, [10–7] | Nicolás Jarry Roberto Quiroz        | Víctor Estrella Facundo Mena      | Andrej Martin Guilherme Clezar Maxime Hamou Gonzalo Lama              |

### Septiembre
| Semana de        | Torneo | Campeones                                                            | Finalista                                 | Semifinal                               | Cuarto de final                                                       |
| ---------------- | --- | -------------------------------------------------------------------- | ----------------------------------------- | --------------------------------------- | --------------------------------------------------------------------- |
| 4 de septiembre  | AON Open Challenger Genoa, Italia €127,000+H – Tierra batida – 32S/32Q/16D Cuadro de individuales – Cuadro de dobles                     | Stefanos Tsitsipas 7–5, 7–6(7–2)                                     | Guillermo García López                    | Márton Fucsovics Stefano Napolitano     | Jan-Lennard Struff Attila Balázs Matteo Donati Andrea Basso           |
| 4 de septiembre  | AON Open Challenger Genoa, Italia €127,000+H – Tierra batida – 32S/32Q/16D Cuadro de individuales – Cuadro de dobles                     | Tim Pütz Jan-Lennard Struff 7–6(7–5), 7–6(10–8)                      | Guido Andreozzi Ariel Behar               | Márton Fucsovics Stefano Napolitano     | Jan-Lennard Struff Attila Balázs Matteo Donati Andrea Basso           |
| 4 de septiembre  | Copa Sevilla Sevilla, España €64,000+H – Tierra batida – 32S/32Q/16D Cuadro de individuales – Cuadro de dobles                           | Félix Auger-Aliassime 6–7(4–7), 6–3, 6–3                             | Íñigo Cervantes                           | Corentin Moutet Filip Krajinović        | Carlos Gómez-Herrera Jaume Munar Taro Daniel Roberto Carballés Baena  |
| 4 de septiembre  | Copa Sevilla Sevilla, España €64,000+H – Tierra batida – 32S/32Q/16D Cuadro de individuales – Cuadro de dobles                           | Pedro Cachín Íñigo Cervantes 7–6(7–5), 3–6, [10–5]                   | Iván Gájov David Vega Hernández           | Corentin Moutet Filip Krajinović        | Carlos Gómez-Herrera Jaume Munar Taro Daniel Roberto Carballés Baena  |
| 4 de septiembre  | Open Bogotá Bogotá, Colombia $50,000+H – Tierra batida – 32S/32Q/16D Cuadro de individuales – Cuadro de dobles                           | Marcelo Arévalo 7–5, 6–4                                             | Daniel Elahi Galán                        | Víctor Estrella Agustín Velotti         | Juan Ignacio Londero Gerald Melzer Andrej Martin Juan Sebastián Gómez |
| 4 de septiembre  | Open Bogotá Bogotá, Colombia $50,000+H – Tierra batida – 32S/32Q/16D Cuadro de individuales – Cuadro de dobles                           | Marcelo Arévalo Miguel Ángel Reyes-Varela 6–3, 3–6, [10–6]           | Nikola Mektić Franko Škugor               | Víctor Estrella Agustín Velotti         | Juan Ignacio Londero Gerald Melzer Andrej Martin Juan Sebastián Gómez |
| 4 de septiembre  | TEAN International Alphen aan den Rijn, Países Bajos €43,000+H – Tierra batida – 32S/32Q/16D Cuadro de individuales – Cuadro de dobles   | Jürgen Zopp 6–3, 6–2                                                 | Tommy Robredo                             | Oscar Otte Tallon Griekspoor            | Kamil Majchrzak Yannick Maden Julien Cagnina Kevin Krawietz           |
| 4 de septiembre  | TEAN International Alphen aan den Rijn, Países Bajos €43,000+H – Tierra batida – 32S/32Q/16D Cuadro de individuales – Cuadro de dobles   | Botic van de Zandschulp Boy Westerhof 7–6(8–6), 7–5                  | Alexandar Lazov Volodymyr Uzhylovskyi     | Oscar Otte Tallon Griekspoor            | Kamil Majchrzak Yannick Maden Julien Cagnina Kevin Krawietz           |
| 4 de septiembre  | Zhangjiagang Challenger Zhangjiagang, China $50,000+H – Dura – 32S/32Q/16D Cuadro de individuales – Cuadro de dobles                     | Jason Jung 6–4, 2–6, 6–4                                             | Zhang Ze                                  | Hiroki Moriya Go Soeda                  | Mohamed Safwat Yasutaka Uchiyama Wu Di Yusuke Takahashi               |
| 4 de septiembre  | Zhangjiagang Challenger Zhangjiagang, China $50,000+H – Dura – 32S/32Q/16D Cuadro de individuales – Cuadro de dobles                     | Gao Xin Zhang Zhizhen 6–2, 6–3                                       | Chen Ti Yi Chu-huan                       | Hiroki Moriya Go Soeda                  | Mohamed Safwat Yasutaka Uchiyama Wu Di Yusuke Takahashi               |
| 11 de septiembre | Pekao Szczecin Open Szczecin, Polonia €127,000+H – Tierra batida – 32S/32Q/16D Cuadro de individuales – Cuadro de dobles                 | Richard Gasquet 7–6(7–3), 7–6(7–4)                                   | Florian Mayer                             | Taro Daniel Jürgen Zopp                 | Guido Andreozzi Bjorn Fratangelo Dustin Brown Jerzy Janowicz          |
| 11 de septiembre | Pekao Szczecin Open Szczecin, Polonia €127,000+H – Tierra batida – 32S/32Q/16D Cuadro de individuales – Cuadro de dobles                 | Wesley Koolhof Artem Sitak 6–1, 7–5                                  | Aliaksandr Bury Andreas Siljeström        | Taro Daniel Jürgen Zopp                 | Guido Andreozzi Bjorn Fratangelo Dustin Brown Jerzy Janowicz          |
| 11 de septiembre | Amex-Istanbul Challenger Estambul, Turquía $75,000+H – Dura – 32S/32Q/16D Cuadro de individuales – Cuadro de dobles                      | Malek Jaziri 7–6(7–4), 0–6, 7–5                                      | Matteo Berrettini                         | Karim-Mohamed Maamoun Alexander Bublik  | Marsel İlhan Altuğ Çelikbilek Yevgueni Donskoi Denis Istomin          |
| 11 de septiembre | Amex-Istanbul Challenger Estambul, Turquía $75,000+H – Dura – 32S/32Q/16D Cuadro de individuales – Cuadro de dobles                      | Andre Begemann Jonathan Eysseric 6–3, 5–7, [10–4]                    | Romain Arneodo Hugo Nys                   | Karim-Mohamed Maamoun Alexander Bublik  | Marsel İlhan Altuğ Çelikbilek Yevgueni Donskoi Denis Istomin          |
| 11 de septiembre | Shanghai Challenger Shanghái, China $75,000 – Dura – 32S/32Q/16D Cuadro de individuales – Cuadro de dobles                               | Wu Yibing 7–6(8–6), 0–0 ret.                                         | Lu Yen-hsun                               | Zhang Ze Matthias Bachinger             | Mohamed Safwat Dayne Kelly Omar Jasika Hiroki Moriya                  |
| 11 de septiembre | Shanghai Challenger Shanghái, China $75,000 – Dura – 32S/32Q/16D Cuadro de individuales – Cuadro de dobles                               | Toshihide Matsui Yi Chu-huan 6–7(1–7), 6–4, [10–5]                   | Bradley Klahn Peter Polansky              | Zhang Ze Matthias Bachinger             | Mohamed Safwat Dayne Kelly Omar Jasika Hiroki Moriya                  |
| 11 de septiembre | Banja Luka Challenger Banja Luka, Bosnia y Herzegovina €43,000+H – Tierra batida – 32S/32Q/16D Cuadro de individuales – Cuadro de dobles | Maximilian Marterer 6–1, 6–2                                         | Carlos Taberner                           | Andrea Arnaboldi Pol Toledo Bagué       | Félix Auger-Aliassime Zdeněk Kolář Nikola Milojević Filip Horanský    |
| 11 de septiembre | Banja Luka Challenger Banja Luka, Bosnia y Herzegovina €43,000+H – Tierra batida – 32S/32Q/16D Cuadro de individuales – Cuadro de dobles | Marin Draganja Tomislav Draganja 6–4, 6–2                            | Danilo Petrović Ilija Vučić               | Andrea Arnaboldi Pol Toledo Bagué       | Félix Auger-Aliassime Zdeněk Kolář Nikola Milojević Filip Horanský    |
| 11 de septiembre | Cary Challenger Cary, Estados Unidos $50,000+H – Dura – 32S/32Q/16D Cuadro de individuales – Cuadro de dobles                            | Kevin King 6–4, 6–1                                                  | Cameron Norrie                            | Noah Rubin Marcelo Arévalo              | Facundo Mena Christian Garín Mitchell Krueger Mackenzie McDonald      |
| 11 de septiembre | Cary Challenger Cary, Estados Unidos $50,000+H – Dura – 32S/32Q/16D Cuadro de individuales – Cuadro de dobles                            | Marcelo Arévalo Miguel Ángel Reyes-Varela 6–7(6–8), 7–6(7–1), [10–6] | Miķelis Lībietis Dennis Novikov           | Noah Rubin Marcelo Arévalo              | Facundo Mena Christian Garín Mitchell Krueger Mackenzie McDonald      |
| 18 de septiembre | Türk Telecom İzmir Cup İzmir, Turquía €64,000 – Dura – 32S/32Q/16D Cuadro de individuales – Cuadro de dobles                             | Illya Marchenko 7–6(7–2), 6–0                                        | Stéphane Robert                           | Aleksandr Nedovyesov Danilo Petrović    | Lucas Miedler Sadio Doumbia Matteo Berrettini Alexander Bublik        |
| 18 de septiembre | Türk Telecom İzmir Cup İzmir, Turquía €64,000 – Dura – 32S/32Q/16D Cuadro de individuales – Cuadro de dobles                             | Scott Clayton Jonny O'Mara Walkover                                  | Denys Molchanov Sergiy Stakhovsky         | Aleksandr Nedovyesov Danilo Petrović    | Lucas Miedler Sadio Doumbia Matteo Berrettini Alexander Bublik        |
| 18 de septiembre | Columbus Challenger Columbus, Estados Unidos $75,000 – Dura (i) – 32S/32Q/16D Cuadro de individuales – Cuadro de dobles                  | Ante Pavić 6–7(11–13), 6–4, 6–3                                      | Alexander Ward                            | Dennis Novikov Frank Dancevic           | Quentin Halys Denis Kudla Evan King Filip Peliwo                      |
| 18 de septiembre | Columbus Challenger Columbus, Estados Unidos $75,000 – Dura (i) – 32S/32Q/16D Cuadro de individuales – Cuadro de dobles                  | Dominik Köpfer Denis Kudla 7–6(8–6), 7–6(7–3)                        | Luke Bambridge David O'Hare               | Dennis Novikov Frank Dancevic           | Quentin Halys Denis Kudla Evan King Filip Peliwo                      |
| 18 de septiembre | Gwangju Open Gwangju, Corea del Sur $50,000+H – Dura – 32S/32Q/16D Cuadro de individuales – Cuadro de dobles                             | Matthias Bachinger 6–3, 6–4                                          | Yang Tsung-hua                            | Tatsuma Ito Peter Polansky              | Steven Diez Lee Duck-hee Marinko Matosevic Kwon Soon-woo              |
| 18 de septiembre | Gwangju Open Gwangju, Corea del Sur $50,000+H – Dura – 32S/32Q/16D Cuadro de individuales – Cuadro de dobles                             | Chen Ti Ben McLachlan 2–6, 7–6(7–1), [10–1]                          | Jarryd Chaplin Luke Saville               | Tatsuma Ito Peter Polansky              | Steven Diez Lee Duck-hee Marinko Matosevic Kwon Soon-woo              |
| 18 de septiembre | Sibiu Open Sibiu, Rumania €43,000+H – Tierra batida – 32S/32Q/16D Cuadro de individuales – Cuadro de dobles                              | Cedrik-Marcel Stebe 6–3, 6–3                                         | Carlos Taberner                           | Maximilian Marterer Adrian Ungur        | Stefano Napolitano Casper Ruud Stefano Travaglia Bjorn Fratangelo     |
| 18 de septiembre | Sibiu Open Sibiu, Rumania €43,000+H – Tierra batida – 32S/32Q/16D Cuadro de individuales – Cuadro de dobles                              | Marco Cecchinato Matteo Donati 6–3, 6–1                              | Sander Gillé Joran Vliegen                | Maximilian Marterer Adrian Ungur        | Stefano Napolitano Casper Ruud Stefano Travaglia Bjorn Fratangelo     |
| 25 de septiembre | Open d'Orléans Orléans, Francia €127,000+H – Dura (i) – 32S/32Q/16D Cuadro de individuales – Cuadro de dobles                            | Norbert Gombos 6–3, 5–7, 6–2                                         | Julien Benneteau                          | Márton Fucsovics Illya Marchenko        | Horacio Zeballos Paul-Henri Mathieu Andrey Kuznetsov Nicolas Mahut    |
| 25 de septiembre | Open d'Orléans Orléans, Francia €127,000+H – Dura (i) – 32S/32Q/16D Cuadro de individuales – Cuadro de dobles                            | Guillermo Durán Andrés Molteni 6–3, 6–7(4–7), [13–11]                | Jonathan Eysseric Tristan Lamasine        | Márton Fucsovics Illya Marchenko        | Horacio Zeballos Paul-Henri Mathieu Andrey Kuznetsov Nicolas Mahut    |
| 25 de septiembre | Tiburon Challenger Tiburón, Estados Unidos $100,000 – Dura – 32S/32Q/16D Cuadro de individuales – Cuadro de dobles                       | Cameron Norrie 6–2, 6–3                                              | Tennys Sandgren                           | Prajnesh Gunneswaran Mackenzie McDonald | Frank Dancevic Michael Mmoh Alejandro González Christian Harrison     |
| 25 de septiembre | Tiburon Challenger Tiburón, Estados Unidos $100,000 – Dura – 32S/32Q/16D Cuadro de individuales – Cuadro de dobles                       | André Göransson Florian Lakat 6–4, 6–4                               | Marcelo Arévalo Miguel Ángel Reyes-Varela | Prajnesh Gunneswaran Mackenzie McDonald | Frank Dancevic Michael Mmoh Alejandro González Christian Harrison     |
| 25 de septiembre | BFD Energy Challenger Roma, Italia €43,000+H – Tierra batida – 32S/32Q/16D Cuadro de individuales – Cuadro de dobles                     | Filip Krajinović 6–4, 6–3                                            | Daniel Gimeno Traver                      | Carlos Taberner Roberto Carballés Baena | Patricio Heras Guillermo García López Ricardo Ojeda Lara Laslo Djere  |
| 25 de septiembre | BFD Energy Challenger Roma, Italia €43,000+H – Tierra batida – 32S/32Q/16D Cuadro de individuales – Cuadro de dobles                     | Martin Kližan Jozef Kovalík 6–3, 7–6(7–5)                            | Sander Gillé Joran Vliegen                | Carlos Taberner Roberto Carballés Baena | Patricio Heras Guillermo García López Ricardo Ojeda Lara Laslo Djere  |

### Octubre
| Semana de     | Torneo | Campeones                                                       | Finalista                                 | Semifinal                                 | Cuarto de final                                                      |
| ------------- | --- | --------------------------------------------------------------- | ----------------------------------------- | ----------------------------------------- | -------------------------------------------------------------------- |
| 2 de octubre  | OEC Kaohsiung Kaohsiung, Taiwán $125,000+H – Carpet (i) – 32S/32Q/16D Cuadro de individuales – Cuadro de dobles                                 | Yevgueni Donskoi 7–6(7–0), 7–5                                  | Marius Copil                              | Marinko Matosevic Lloyd Harris            | Andre Begemann Lukáš Rosol Lukáš Lacko John Millman                  |
| 2 de octubre  | OEC Kaohsiung Kaohsiung, Taiwán $125,000+H – Carpet (i) – 32S/32Q/16D Cuadro de individuales – Cuadro de dobles                                 | Sanchai Ratiwatana Sonchat Ratiwatana 6–4, 1–6, [10–6]          | Jonathan Erlich Alexander Peya            | Marinko Matosevic Lloyd Harris            | Andre Begemann Lukáš Rosol Lukáš Lacko John Millman                  |
| 2 de octubre  | Monterrey Challenger Monterrey, México $100,000+H – Dura – 32S/32Q/16D Cuadro de individuales – Cuadro de dobles                                | Maximilian Marterer 7–6(7–3), 7–6(8–6)                          | Bradley Klahn                             | Quentin Halys Kevin King                  | Víctor Estrella Burgos Christian Garín Dominik Köpfer Evan King      |
| 2 de octubre  | Monterrey Challenger Monterrey, México $100,000+H – Dura – 32S/32Q/16D Cuadro de individuales – Cuadro de dobles                                | Christopher Eubanks Evan King 7–6(7–4), 6–3                     | Marcelo Arévalo Miguel Ángel Reyes-Varela | Quentin Halys Kevin King                  | Víctor Estrella Burgos Christian Garín Dominik Köpfer Evan King      |
| 2 de octubre  | Stockton ATP Challenger Stockton, Estados Unidos $100,000 – Dura – 32S/32Q/16D Cuadro de individuales – Cuadro de dobles                        | Cameron Norrie 6–1, 6–3                                         | Darian King                               | Tim Smyczek Michael Mmoh                  | Elias Ymer Stefan Kozlov Dmitry Tursunov Tennys Sandgren             |
| 2 de octubre  | Stockton ATP Challenger Stockton, Estados Unidos $100,000 – Dura – 32S/32Q/16D Cuadro de individuales – Cuadro de dobles                        | Brydan Klein Joe Salisbury 6–2, 6–4                             | Denis Kudla Miķelis Lībietis              | Tim Smyczek Michael Mmoh                  | Elias Ymer Stefan Kozlov Dmitry Tursunov Tennys Sandgren             |
| 2 de octubre  | Almaty Challenger Almaty, Kazajistán $50,000+H – Tierra batida – 32S/32Q/16D Cuadro de individuales – Cuadro de dobles                          | Filip Krajinović 6–0, 6–3                                       | Laslo Djere                               | Iván Gájov Marco Trungelliti              | Arthur De Greef Guillermo García López Ivan Nedelko Federico Gaio    |
| 2 de octubre  | Almaty Challenger Almaty, Kazajistán $50,000+H – Tierra batida – 32S/32Q/16D Cuadro de individuales – Cuadro de dobles                          | Timur Khabibulin Aleksandr Nedovyesov 1–6, 6–3, [10–3]          | Iván Gájov Nino Serdarušić                | Iván Gájov Marco Trungelliti              | Arthur De Greef Guillermo García López Ivan Nedelko Federico Gaio    |
| 2 de octubre  | São Paulo Challenger de Tênis Campinas, Brasil $50,000+H – Tierra batida – 32S/32Q/16D Cuadro de individuales – Cuadro de dobles                | Gastão Elias 3–6, 6–3, 6–4                                      | Renzo Olivo                               | Andrea Collarini Gonçalo Oliveira         | Michael Linzer Daniel Muñoz de la Nava José Pereira André Ghem       |
| 2 de octubre  | São Paulo Challenger de Tênis Campinas, Brasil $50,000+H – Tierra batida – 32S/32Q/16D Cuadro de individuales – Cuadro de dobles                | Máximo González Fabrício Neis 6–1, 6–1                          | Gastão Elias José Pereira                 | Andrea Collarini Gonçalo Oliveira         | Michael Linzer Daniel Muñoz de la Nava José Pereira André Ghem       |
| 9 de octubre  | Tashkent Challenger Taskent, Uzbekistán $150,000+H – Dura – 32S/32Q/16D Cuadro de individuales – Cuadro de dobles                               | Guillermo García López 6–1, 7–6(7–1)                            | Kamil Majchrzak                           | Denis Istomin Marek Jaloviec              | Uladzimir Ignatik Václav Šafránek Gleb Sakharov Mohamed Safwat       |
| 9 de octubre  | Tashkent Challenger Taskent, Uzbekistán $150,000+H – Dura – 32S/32Q/16D Cuadro de individuales – Cuadro de dobles                               | Hans Podlipnik-Castillo Andrei Vasilevski 6–4, 6–2              | Yuki Bhambri Divij Sharan                 | Denis Istomin Marek Jaloviec              | Uladzimir Ignatik Václav Šafránek Gleb Sakharov Mohamed Safwat       |
| 9 de octubre  | Fairfield Challenger Fairfield, Estados Unidos $100,000 – Dura – 32S/32Q/16D Cuadro de individuales – Cuadro de dobles                          | Mackenzie McDonald 6–4, 6–2                                     | Bradley Klahn                             | Maximilian Marterer Christopher O'Connell | Nikola Milojević Sebastian Fanselow Bjorn Fratangelo Tennys Sandgren |
| 9 de octubre  | Fairfield Challenger Fairfield, Estados Unidos $100,000 – Dura – 32S/32Q/16D Cuadro de individuales – Cuadro de dobles                          | Luke Bambridge David O'Hare 6–4, 6–2                            | Akram El Sallaly Bernardo Oliveira        | Maximilian Marterer Christopher O'Connell | Nikola Milojević Sebastian Fanselow Bjorn Fratangelo Tennys Sandgren |
| 9 de octubre  | Sparkassen ATP Challenger Ortisei, Italia €64,000 – Dura (i) – 32S/32Q/16D Cuadro de individuales – Cuadro de dobles                            | Lorenzo Sonego 6–4, 6–4                                         | Tim Pütz                                  | Pierre-Hugues Herbert Matteo Donati       | Viktor Galović Marc Sieber Andreas Seppi Oscar Otte                  |
| 9 de octubre  | Sparkassen ATP Challenger Ortisei, Italia €64,000 – Dura (i) – 32S/32Q/16D Cuadro de individuales – Cuadro de dobles                            | Sander Arends Antonio Šančić 6–2, 5–7, [13–11]                  | Jeremy Jahn Edan Leshem                   | Pierre-Hugues Herbert Matteo Donati       | Viktor Galović Marc Sieber Andreas Seppi Oscar Otte                  |
| 9 de octubre  | Challenger de Buenos Aires Buenos Aires, Argentina $50,000+H – Tierra batida – 32S/32Q/16D Cuadro de individuales – Cuadro de dobles            | Nicolás Kicker 6–7(5–7), 6–0, 7–5                               | Horacio Zeballos                          | Gerald Melzer Gastão Elias                | Renzo Olivo João Domingues Federico Coria Federico Delbonis          |
| 9 de octubre  | Challenger de Buenos Aires Buenos Aires, Argentina $50,000+H – Tierra batida – 32S/32Q/16D Cuadro de individuales – Cuadro de dobles            | Ariel Behar Fabiano de Paula 7–6(7–3), 5–7, [10–8]              | Máximo González Fabrício Neis             | Gerald Melzer Gastão Elias                | Renzo Olivo João Domingues Federico Coria Federico Delbonis          |
| 16 de octubre | Ningbo Challenger Ningbo, China $125,000 – Dura – 32S/32Q/16D Cuadro de individuales – Cuadro de dobles                                         | Mijaíl Yuzhny 6–1, 6–1                                          | Taro Daniel                               | Lu Yen-hsun Jurij Rodionov                | Peter Polansky Yosuke Watanuki Li Zhe Jordan Thompson                |
| 16 de octubre | Ningbo Challenger Ningbo, China $125,000 – Dura – 32S/32Q/16D Cuadro de individuales – Cuadro de dobles                                         | Radu Albot Jose Statham 7–5, 6–3                                | Jeevan Nedunchezhiyan Christopher Rungkat | Lu Yen-hsun Jurij Rodionov                | Peter Polansky Yosuke Watanuki Li Zhe Jordan Thompson                |
| 16 de octubre | Las Vegas Challenger Las Vegas, Estados Unidos $50,000+H – Dura – 32S/32Q/16D Cuadro de individuales – Cuadro de dobles                         | Stefan Kozlov 3–6, 7–5, 6–4                                     | Liam Broady                               | Tennys Sandgren Evan King                 | Jan Choinski Kevin King Bradley Klahn Reilly Opelka                  |
| 16 de octubre | Las Vegas Challenger Las Vegas, Estados Unidos $50,000+H – Dura – 32S/32Q/16D Cuadro de individuales – Cuadro de dobles                         | Brydan Klein Joe Salisbury 6–3, 4–6, [10–3]                     | Hans Hach Verdugo Dennis Novikov          | Tennys Sandgren Evan King                 | Jan Choinski Kevin King Bradley Klahn Reilly Opelka                  |
| 16 de octubre | Wolffkran Open Ismaning, Alemania €43,000+H – Carpet (i) – 32S/32Q/16D Cuadro de individuales – Cuadro de dobles                                | Yannick Hanfmann 6–4, 3–6, 7–5                                  | Lorenzo Sonego                            | Matteo Donati Dustin Brown                | Salvatore Caruso Daniel Masur Tristan Lamasine Hubert Hurkacz        |
| 16 de octubre | Wolffkran Open Ismaning, Alemania €43,000+H – Carpet (i) – 32S/32Q/16D Cuadro de individuales – Cuadro de dobles                                | Marin Draganja Tomislav Draganja 6–7(1–7), 6–2, [10–8]          | Dustin Brown Tim Pütz                     | Matteo Donati Dustin Brown                | Salvatore Caruso Daniel Masur Tristan Lamasine Hubert Hurkacz        |
| 16 de octubre | Milo Open Cali Cali, Colombia $50,000+H – Tierra batida – 32S/32Q/16D Cuadro de individuales – Cuadro de dobles                                 | Federico Delbonis 7–6(12–10), 7–5                               | Guilherme Clezar                          | Andrej Martin Gerald Melzer               | Jaume Munar Alejandro González Roberto Carballés Baena Blaž Rola     |
| 16 de octubre | Milo Open Cali Cali, Colombia $50,000+H – Tierra batida – 32S/32Q/16D Cuadro de individuales – Cuadro de dobles                                 | Marcelo Arévalo Miguel Ángel Reyes-Varela 6–3, 6–4              | Sergio Galdós Fabrício Neis               | Andrej Martin Gerald Melzer               | Jaume Munar Alejandro González Roberto Carballés Baena Blaž Rola     |
| 23 de octubre | Brest Challenger Brest, Francia €106,000+H – Dura (i) – 32S/32Q/16D Cuadro de individuales – Cuadro de dobles                                   | Corentin Moutet 6–2, 7–6(10–8)                                  | Stefanos Tsitsipas                        | Yannick Maden Marius Copil                | Daniil Medvedev Gleb Sakharov Jérémy Chardy Ugo Humbert              |
| 23 de octubre | Brest Challenger Brest, Francia €106,000+H – Dura (i) – 32S/32Q/16D Cuadro de individuales – Cuadro de dobles                                   | Sander Arends Antonio Šančić 6–4, 7–5                           | Scott Clayton Divij Sharan                | Yannick Maden Marius Copil                | Daniil Medvedev Gleb Sakharov Jérémy Chardy Ugo Humbert              |
| 23 de octubre | China International Suzhou Suzhou, China $75,000 – Dura – 32S/32Q/16D Cuadro de individuales – Cuadro de dobles                                 | Miomir Kecmanović 6–4, 6–4                                      | Radu Albot                                | Zhang Ze Blaž Kavčič                      | Wu Di Thiago Monteiro Adrián Menéndez Maceiras Hubert Hurkacz        |
| 23 de octubre | China International Suzhou Suzhou, China $75,000 – Dura – 32S/32Q/16D Cuadro de individuales – Cuadro de dobles                                 | Gao Xin Sun Fajing 7–6(7–5), 4–6, [10–7]                        | Gong Maoxin Zhang Ze                      | Zhang Ze Blaž Kavčič                      | Wu Di Thiago Monteiro Adrián Menéndez Maceiras Hubert Hurkacz        |
| 23 de octubre | Lima Challenger Lima, Perú $50,000+H – Tierra batida – 32S/32Q/16D Cuadro de individuales – Cuadro de dobles                                    | Gerald Melzer 7–5, 7–6(7–4)                                     | Jozef Kovalík                             | Marco Cecchinato Nicolás Kicker           | Andrej Martin Dimitar Kuzmanov Gastão Elias Facundo Bagnis           |
| 23 de octubre | Lima Challenger Lima, Perú $50,000+H – Tierra batida – 32S/32Q/16D Cuadro de individuales – Cuadro de dobles                                    | Miguel Ángel Reyes-Varela Blaž Rola 7–5, 6–3                    | Gonçalo Oliveira Grzegorz Panfil          | Marco Cecchinato Nicolás Kicker           | Andrej Martin Dimitar Kuzmanov Gastão Elias Facundo Bagnis           |
| 23 de octubre | Latrobe City Traralgon ATP Challenger Traralgon, Australia $75,000 – Dura – 32S/32Q/16D Cuadro de individuales – Cuadro de dobles               | Jason Kubler 2–6, 7–6(8–6), 7–6(7–3)                            | Alex Bolt                                 | Maverick Banes Matthew Ebden              | Evan King Alexander Sarkissian Bradley Mousley Noah Rubin            |
| 23 de octubre | Latrobe City Traralgon ATP Challenger Traralgon, Australia $75,000 – Dura – 32S/32Q/16D Cuadro de individuales – Cuadro de dobles               | Alex Bolt Bradley Mousley 6–4, 6–2                              | Evan King Nathan Pasha                    | Maverick Banes Matthew Ebden              | Evan King Alexander Sarkissian Bradley Mousley Noah Rubin            |
| 23 de octubre | Vietnam Open Ho Chi Minh City, Vietnam $50,000+H – Dura – 32S/32Q/16D Cuadro de individuales – Cuadro de dobles                                 | Mijaíl Yuzhny 6–4, 6–4                                          | John Millman                              | Go Soeda Akira Santillan                  | Taylor Fritz Yuki Bhambri Peter Polansky Jason Jung                  |
| 23 de octubre | Vietnam Open Ho Chi Minh City, Vietnam $50,000+H – Dura – 32S/32Q/16D Cuadro de individuales – Cuadro de dobles                                 | Saketh Myneni Vijay Sundar Prashanth 7–6(7–3), 7–6(7–5)         | Ben McLachlan Go Soeda                    | Go Soeda Akira Santillan                  | Taylor Fritz Yuki Bhambri Peter Polansky Jason Jung                  |
| 30 de octubre | Shenzhen Longhua Open Shenzhen, China $75,000+H – Dura – 32S/32Q/16D Cuadro de individuales – Cuadro de dobles                                  | Radu Albot 7–6(8–6), 6–7(3–7), 6–4                              | Hubert Hurkacz                            | Mijaíl Yuzhny Blaž Kavčič                 | Austin Krajicek Jason Jung Kwon Soon-woo Wu Yibing                   |
| 30 de octubre | Shenzhen Longhua Open Shenzhen, China $75,000+H – Dura – 32S/32Q/16D Cuadro de individuales – Cuadro de dobles                                  | Sriram Balaji Vishnu Vardhan 7–6(7–3), 7–6(7–3)                 | Austin Krajicek Jackson Withrow           | Mijaíl Yuzhny Blaž Kavčič                 | Austin Krajicek Jason Jung Kwon Soon-woo Wu Yibing                   |
| 30 de octubre | Charlottesville Men's Pro Challenger Charlottesville, Estados Unidos $75,000 – Dura (i) – 32S/32Q/16D Cuadro de individuales – Cuadro de dobles | Tim Smyczek 6–7(5–7), 6–3, 6–2                                  | Tennys Sandgren                           | Michael Mmoh Stefan Kozlov                | Brayden Schnur Ruan Roelofse Denis Kudla Henri Laaksonen             |
| 30 de octubre | Charlottesville Men's Pro Challenger Charlottesville, Estados Unidos $75,000 – Dura (i) – 32S/32Q/16D Cuadro de individuales – Cuadro de dobles | Denis Kudla Danny Thomas 6–7(4–7), 1–4 ret.                     | Jarryd Chaplin Miķelis Lībietis           | Michael Mmoh Stefan Kozlov                | Brayden Schnur Ruan Roelofse Denis Kudla Henri Laaksonen             |
| 30 de octubre | Canberra Tennis International Canberra, Australia $75,000 – Dura – 32S/32Q/16D Cuadro de individuales – Cuadro de dobles                        | Matthew Ebden 7–6(7–4), 6–4                                     | Taro Daniel                               | Marc Polmans Alex Bolt                    | Alexander Sarkissian Blake Ellis Gavin van Peperzeel Omar Jasika     |
| 30 de octubre | Canberra Tennis International Canberra, Australia $75,000 – Dura – 32S/32Q/16D Cuadro de individuales – Cuadro de dobles                        | Alex Bolt Bradley Mousley 6–3, 6–2                              | Luke Saville Andrew Whittington           | Marc Polmans Alex Bolt                    | Alexander Sarkissian Blake Ellis Gavin van Peperzeel Omar Jasika     |
| 30 de octubre | Challenger Ciudad de Guayaquil Guayaquil, Ecuador $50,000+H – Tierra batida – 32S/32Q/16D Cuadro de individuales – Cuadro de dobles             | Gerald Melzer 6–3, 6–1                                          | Facundo Bagnis                            | Hugo Dellien Gastão Elias                 | Marcelo Arévalo Roberto Quiroz Guido Andreozzi Nicolás Kicker        |
| 30 de octubre | Challenger Ciudad de Guayaquil Guayaquil, Ecuador $50,000+H – Tierra batida – 32S/32Q/16D Cuadro de individuales – Cuadro de dobles             | Marcelo Arévalo Miguel Ángel Reyes-Varela 6–1, 6–7(7–9), [10–6] | Hugo Dellien Federico Zeballos            | Hugo Dellien Gastão Elias                 | Marcelo Arévalo Roberto Quiroz Guido Andreozzi Nicolás Kicker        |
| 30 de octubre | Bauer Watertechnology Cup Eckental, Alemania €43,000+H – Carpet (i) – 32S/32Q/16D Cuadro de individuales – Cuadro de dobles                     | Maximilian Marterer 7–6(10–8), 3–6, 6–3                         | Jerzy Janowicz                            | Matthias Bachinger Sebastian Ofner        | Ruben Bemelmans Álex de Miñaur Mirza Bašić Corentin Moutet           |
| 30 de octubre | Bauer Watertechnology Cup Eckental, Alemania €43,000+H – Carpet (i) – 32S/32Q/16D Cuadro de individuales – Cuadro de dobles                     | Sander Arends Roman Jebavý 6–2, 6–4                             | Ken Skupski Neal Skupski                  | Matthias Bachinger Sebastian Ofner        | Ruben Bemelmans Álex de Miñaur Mirza Bašić Corentin Moutet           |

### Noviembre
| Semana de       | Torneo | Campeones                                              | Finalista                                 | Semifinal                              | Cuarto de final                                                      |
| --------------- | --- | ------------------------------------------------------ | ----------------------------------------- | -------------------------------------- | -------------------------------------------------------------------- |
| 6 de noviembre  | Slovak Open Bratislava, Eslovaquia €106,000+H – Dura (i) – 32S/32Q/16D Cuadro de individuales – Cuadro de dobles                              | Lukáš Lacko 6–4, 7–6(7–4)                              | Marius Copil                              | Mikhail Kukushkin Jürgen Zopp          | Jerzy Janowicz Kamil Majchrzak Andreas Seppi Franko Škugor           |
| 6 de noviembre  | Slovak Open Bratislava, Eslovaquia €106,000+H – Dura (i) – 32S/32Q/16D Cuadro de individuales – Cuadro de dobles                              | Ken Skupski Neal Skupski 5–7, 6–3, [10–8]              | Sander Arends Antonio Šančić              | Mikhail Kukushkin Jürgen Zopp          | Jerzy Janowicz Kamil Majchrzak Andreas Seppi Franko Škugor           |
| 6 de noviembre  | Internationaux de Tennis de Vendée Mouilleron-le-Captif, Francia €85,000+H – Dura (i) – 32S/32Q/16D Cuadro de individuales – Cuadro de dobles | Elias Ymer 7–5, 6–4                                    | Yannick Maden                             | Gleb Sakharov Luca Vanni               | Ilia Ivashka Constant Lestienne Alexey Vatutin Peter Gojowczyk       |
| 6 de noviembre  | Internationaux de Tennis de Vendée Mouilleron-le-Captif, Francia €85,000+H – Dura (i) – 32S/32Q/16D Cuadro de individuales – Cuadro de dobles | Andre Begemann Jonathan Eysseric 6–3, 6–4              | Tomasz Bednarek David Pel                 | Gleb Sakharov Luca Vanni               | Ilia Ivashka Constant Lestienne Alexey Vatutin Peter Gojowczyk       |
| 6 de noviembre  | Uruguay Open Montevideo, Uruguay $75,000+H – Tierra batida – 32S/32Q/16D Cuadro de individuales – Cuadro de dobles                            | Pablo Cuevas 6–4, 6–3                                  | Gastão Elias                              | Nicolás Kicker João Domingues          | Facundo Bagnis Marcelo Arévalo Rogério Dutra Silva Guido Pella       |
| 6 de noviembre  | Uruguay Open Montevideo, Uruguay $75,000+H – Tierra batida – 32S/32Q/16D Cuadro de individuales – Cuadro de dobles                            | Romain Arneodo Fernando Romboli 2–6, 6–4, [10–8]       | Ariel Behar Fabiano de Paula              | Nicolás Kicker João Domingues          | Facundo Bagnis Marcelo Arévalo Rogério Dutra Silva Guido Pella       |
| 6 de noviembre  | Knoxville Challenger Knoxville, Estados Unidos $75,000 – Dura (i) – 32S/32Q/16D Cuadro de individuales – Cuadro de dobles                     | Filip Peliwo 6–4, 6–2                                  | Denis Kudla                               | Bradley Klahn Henri Laaksonen          | Edward Corrie Bjorn Fratangelo Taylor Fritz Tim Smyczek              |
| 6 de noviembre  | Knoxville Challenger Knoxville, Estados Unidos $75,000 – Dura (i) – 32S/32Q/16D Cuadro de individuales – Cuadro de dobles                     | Leander Paes Purav Raja 7–6(7–4), 7–6(7–4)             | James Cerretani John-Patrick Smith        | Bradley Klahn Henri Laaksonen          | Edward Corrie Bjorn Fratangelo Taylor Fritz Tim Smyczek              |
| 6 de noviembre  | Kobe Challenger Kobe, Japón $50,000+H – Dura (i) – 32S/32Q/16D Cuadro de individuales – Cuadro de dobles                                      | Stéphane Robert 7–6(7–1), 6–7(5–7), 6–1                | Calvin Hemery                             | Kwon Soon-woo Akira Santillan          | Yosuke Watanuki John Millman Go Soeda Alex Bolt                      |
| 6 de noviembre  | Kobe Challenger Kobe, Japón $50,000+H – Dura (i) – 32S/32Q/16D Cuadro de individuales – Cuadro de dobles                                      | Ben McLachlan Yasutaka Uchiyama 4–6, 6–3, [10–8]       | Jeevan Nedunchezhiyan Christopher Rungkat | Kwon Soon-woo Akira Santillan          | Yosuke Watanuki John Millman Go Soeda Alex Bolt                      |
| 13 de noviembre | JSM Challenger of Champaign–Urbana Champaign, Estados Unidos $75,000 – Dura (i) – 32S/32Q/16D Cuadro de individuales – Cuadro de dobles       | Tim Smyczek 6–2, 6–4                                   | Bjorn Fratangelo                          | Cameron Norrie Taylor Fritz            | Tennys Sandgren Mackenzie McDonald Tommy Paul Filip Peliwo           |
| 13 de noviembre | JSM Challenger of Champaign–Urbana Champaign, Estados Unidos $75,000 – Dura (i) – 32S/32Q/16D Cuadro de individuales – Cuadro de dobles       | Leander Paes Purav Raja 6–3, 6–7(5–7), [10–5]          | Ruan Roelofse Joe Salisbury               | Cameron Norrie Taylor Fritz            | Tennys Sandgren Mackenzie McDonald Tommy Paul Filip Peliwo           |
| 13 de noviembre | Trofeo Città di Brescia Brescia, Italia €43,000+H – Carpet (i) – 32S/32Q/16D Cuadro de individuales – Cuadro de dobles                        | Lukáš Lacko 6–1, 6–2                                   | Laurynas Grigelis                         | Viktor Galović Mirza Bašić             | Uladzimir Ignatik Andreas Seppi Stefano Travaglia Álex de Miñaur     |
| 13 de noviembre | Trofeo Città di Brescia Brescia, Italia €43,000+H – Carpet (i) – 32S/32Q/16D Cuadro de individuales – Cuadro de dobles                        | Sander Arends Sander Gillé 6–2, 6–3                    | Luca Margaroli Tristan-Samuel Weissborn   | Viktor Galović Mirza Bašić             | Uladzimir Ignatik Andreas Seppi Stefano Travaglia Álex de Miñaur     |
| 13 de noviembre | Santiago Challenger Santiago, Chile $50,000+H – Tierra batida – 32S/32Q/16D Cuadro de individuales – Cuadro de dobles                         | Nicolás Jarry 6–1, 7–5                                 | Marcelo Arévalo                           | Rogério Dutra Silva Thiago Monteiro    | Patricio Heras Gastão Elias Carlos Berlocq Daniel Elahi Galán        |
| 13 de noviembre | Santiago Challenger Santiago, Chile $50,000+H – Tierra batida – 32S/32Q/16D Cuadro de individuales – Cuadro de dobles                         | Franco Agamenone Facundo Argüello 6–4, 3–6, [10–6]     | Máximo González Nicolás Jarry             | Rogério Dutra Silva Thiago Monteiro    | Patricio Heras Gastão Elias Carlos Berlocq Daniel Elahi Galán        |
| 13 de noviembre | KPIT MSLTA Challenger Pune, India $50,000+H – Dura – 32S/32Q/16D Cuadro de individuales – Cuadro de dobles                                    | Yuki Bhambri 4–6, 6–3, 6–4                             | Ramkumar Ramanathan                       | Saketh Myneni Adrián Menéndez Maceiras | Blaž Kavčič Nikola Milojević Jay Clarke Aleksandr Nedovyesov         |
| 13 de noviembre | KPIT MSLTA Challenger Pune, India $50,000+H – Dura – 32S/32Q/16D Cuadro de individuales – Cuadro de dobles                                    | Tomislav Brkić Ante Pavić 6–1, 7–6(7–5)                | Pedro Martínez Adrián Menéndez Maceiras   | Saketh Myneni Adrián Menéndez Maceiras | Blaž Kavčič Nikola Milojević Jay Clarke Aleksandr Nedovyesov         |
| 13 de noviembre | Dunlop World Challenge Toyota, Japón $50,000+H – Carpet (i) – 32S/32Q/16D Cuadro de individuales – Cuadro de dobles                           | Matthew Ebden 7–6(7–3), 6–3                            | Calvin Hemery                             | John Millman Hubert Hurkacz            | Andrew Whittington Max Purcell Tatsuma Ito Lee Duck-hee              |
| 13 de noviembre | Dunlop World Challenge Toyota, Japón $50,000+H – Carpet (i) – 32S/32Q/16D Cuadro de individuales – Cuadro de dobles                           | Max Purcell Andrew Whittington 6–3, 2–6, [10–8]        | Ruben Gonzales Christopher Rungkat        | John Millman Hubert Hurkacz            | Andrew Whittington Max Purcell Tatsuma Ito Lee Duck-hee              |
| 20 de noviembre | Hua Hin Championships Hua Hin, Tailandia $150,000 – Dura – 32S/32Q/16D Cuadro de individuales – Cuadro de dobles                              | John Millman 6–2, 6–2                                  | Andrew Whittington                        | Go Soeda Tatsuma Ito                   | Matthew Ebden Edan Leshem Kwon Soon-woo Alexey Vatutin               |
| 20 de noviembre | Hua Hin Championships Hua Hin, Tailandia $150,000 – Dura – 32S/32Q/16D Cuadro de individuales – Cuadro de dobles                              | Sanchai Ratiwatana Sonchat Ratiwatana 6–4, 5–7, [10–5] | Austin Krajicek Jackson Withrow           | Go Soeda Tatsuma Ito                   | Matthew Ebden Edan Leshem Kwon Soon-woo Alexey Vatutin               |
| 20 de noviembre | Bangalore Challenger Bangalore, India $100,000+H – Dura – 32S/32Q/16D Cuadro de individuales – Cuadro de dobles                               | Sumit Nagal 6–3, 3–6, 6–2                              | Jay Clarke                                | Yuki Bhambri Yang Tsung-hua            | Blaž Kavčič Prajnesh Gunneswaran Ante Pavić Antoine Escoffier        |
| 20 de noviembre | Bangalore Challenger Bangalore, India $100,000+H – Dura – 32S/32Q/16D Cuadro de individuales – Cuadro de dobles                               | Mikhail Elgin Divij Sharan 6–3, 6–0                    | Ivan Sabanov Matej Sabanov                | Yuki Bhambri Yang Tsung-hua            | Blaž Kavčič Prajnesh Gunneswaran Ante Pavić Antoine Escoffier        |
| 20 de noviembre | Internazionali di Tennis Castel del Monte Andria, Italia €43,000+H – Carpet (i) – 32S/32Q/16D Cuadro de individuales – Cuadro de dobles       | Uladzimir Ignatik 6–7(3–7), 6–4, 7–6(7–3)              | Christopher Heyman                        | Filippo Baldi Mirza Bašić              | Franko Škugor Andrea Pellegrino Viktor Galović Zdeněk Kolář          |
| 20 de noviembre | Internazionali di Tennis Castel del Monte Andria, Italia €43,000+H – Carpet (i) – 32S/32Q/16D Cuadro de individuales – Cuadro de dobles       | Lorenzo Sonego Andrea Vavassori 6–3, 3–6, [10–7]       | Sander Arends Sander Gillé                | Filippo Baldi Mirza Bašić              | Franko Škugor Andrea Pellegrino Viktor Galović Zdeněk Kolář          |
| 20 de noviembre | Vivo Tennis Cup Río de Janeiro, Brasil $50,000+H – Tierra batida – 32S/32Q/16D Cuadro de individuales – Cuadro de dobles                      | Carlos Berlocq 6–4, 2–6, 3–0 ret.                      | Jaume Munar                               | Thiago Monteiro Pedro Cachín           | Rogério Dutra Silva Guilherme Clezar José Hernández Andrea Collarini |
| 20 de noviembre | Vivo Tennis Cup Río de Janeiro, Brasil $50,000+H – Tierra batida – 32S/32Q/16D Cuadro de individuales – Cuadro de dobles                      | Máximo González Fabrício Neis 5–7, 6–4, [10–4]         | Marcelo Arévalo Miguel Ángel Reyes-Varela | Thiago Monteiro Pedro Cachín           | Rogério Dutra Silva Guilherme Clezar José Hernández Andrea Collarini |